# Pontiac Firebird

Logo des Firebird (1977)

Der Firebird ist ein zweitüriges Coupé oder Cabriolet der zum US-amerikanischen Automobilhersteller General Motors (GM) gehörenden Automobilmarke Pontiac. Während der Zeit, als GM den Chevrolet Camaro entwickelte, wurde auf Grundlage des Camaro auch ein Pontiac-Modell entwickelt. GM konzipierte die beiden Autos 1966 und 1967 als Konkurrenzmodelle zum Ford Mustang während der Muscle-Car-Ära. Der Firebird wurde als typischer Vertreter der Pony-Cars zu einem beliebten Sportwagen.

## Entwicklung
Am 27. Januar 1967, fünf Monate nach dem Debüt des Schwestermodells Chevrolet Camaro, wurde der erste Firebird als Coupé und Convertible (Cabriolet) vorgestellt. Der Verkauf begann am 23. Februar 1967 zu Preisen ab 2666 Dollar für die Sechszylinderversion mit manuell zu schaltendem Dreiganggetriebe. Wegen der besseren Ausstattung lag der Grundpreis des Firebird immer über dem des Camaro. Weitere Motorvarianten waren unter anderem ein V8 mit 184 kW (250 PS) oder 210 kW (285 PS). Es wurden die Pontiac-eigenen Motoren verwendet. Bei ihnen wird anders als bei der Schwestermarke Chevrolet oder dem Ford-Konzern nicht nach sogenanntem Small- oder Big-Block unterschieden, es gibt den Pontiac-Block mit unterschiedlichen Hubräumen.

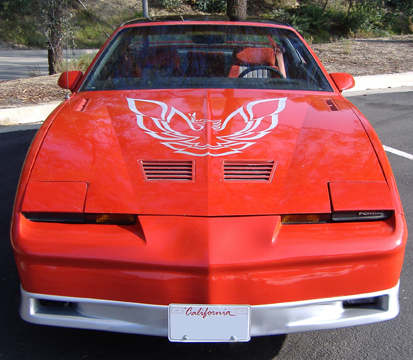
Pontiac Trans-Am, 1985

Unter John DeLorean, General Manager der Pontiac Motor Division und späterer Gründer des Sportwagenherstellers DMC, wurde der Wagen entwickelt und erhielt den Namen des turbinengetriebenen Experimentalfahrzeuges Firebird XP-21 aus den 1950er-Jahren. Der erste Firebird basierte auf der damals neu entwickelten X-Body-Plattform, für den Chevrolet Nova von 1968. Darauf aufbauend wurde die F-Body-Plattform entwickelt, die er sich auch mit dem Camaro teilte. Sie war eine Universal-Plattform und umfasste die Bodengruppe von Windschutzscheibe/Spritzwand bis zum Heck. Vorn gab es einen Stahlhilfsrahmen, der als Motor- und Getriebeträger über Gummiblöcken (Silentblöcke) mit der Karosserie verschraubt war. Das sollte unter anderem für eine akustische Entkopplung der Fahrgastzelle vom Antrieb sorgen, womit Vibrationen und Schwingungen verringert wurden. Die F-Body-Plattform wurde in vier Generationen und über einen Zeitraum von 35 Jahren produziert. Mit jedem Generationswechsel des Firebird wurde auch die F-Body-Plattform überarbeitet.
Der Pontiac Firebird wurde mit unterschiedlichen Ausstattungen, Motorisierungen und Extras in den Varianten Esprit, Formula oder Trans Am angeboten, wobei der Trans Am immer die leistungsstärkste Variante war.
Der Erfolg der leistungsstarken, aber preisgünstigen Coupés auf Basis einer bestehenden Großserienplattform rief auch zahlreiche japanische Hersteller auf den Plan. So entwickelten die japanischen Konkurrenten Toyota mit der Celica, mit dem Honda Prelude und dem Mitsubishi Eclipse Alternativen zum Firebird. Um die Camaro- und Firebird-Modelle weiterhin attraktiv zu halten, entwickelte GM in den 1970er- und frühen 1980er-Jahren zahlreiche Hochleistungsversionen wie den Z28, den IROC und den Trans Am.
Zu seiner Glanzzeit wurden in einem Jahr über 211.000 Firebirds (1979) hergestellt. Gegen Ende der 1990er-Jahre ging die Nachfrage über den Zeitraum von 10 Jahren um 53 % zurück. Die Produktionszahlen lagen im Schnitt nur noch bei 35.000 Fahrzeugen, sodass GM das Ende der F-Body-Plattform beschloss. Ein weiterer Punkt war das Alter der F-Plattform zu dieser Zeit. In über 20 Jahren weiterentwickelt, konnte sie den kommenden Sicherheitsanforderungen nicht mehr genügen. Insbesondere der Kollisionsschutz im Heck und in den Seiten hätte eine umfangreiche Überarbeitung nötig gemacht, die sich von einer Neuentwicklung kaum unterschieden hätte.
Im September 2002 wurde nach 35 Jahren die Produktion des Firebird eingestellt. Mit der Einstellung der Marke Pontiac im Jahr 2010 gibt es keine Chance mehr, ein Folgemodell, analog zum Chevrolet Camaro (5. Generation von 2009), auf den Markt zu bringen.

## 1. Generation (1967–1969)
Der neue Firebird erhielt einige Verbesserungen gegenüber dem Camaro der 1. Generation. So wurde der Motor weiter nach hinten verlegt, um eine gleichmäßigere Gewichtsverteilung zu erreichen. Um Drehschwingungen der an einlagigen hinteren Blattfedern aufgehängten angetriebenen starren Hinterachse zu vermeiden, gab es zusätzliche Längslenker. Alle Firebirds der ersten Generation hatten bereits eine Windschutzscheibe aus Verbundsicherheitsglas (VSG), die Seitenscheiben und die Heckscheibe bestanden aus Einscheibensicherheitsglas (ESG) Front- und Heckscheibe waren eingeklebt. Die schmalen Elemente der Rückleuchten erinnerten an den GTO. Ebenso die Verfügbarkeit eines Drehzahlmessers auf der Motorhaube vor dem Fahrer.

### Angebotene Motoren der 1. Generation
| Motorname             | 230                                                      | 230                                                      | 250                                                      | 250                                                      | 326                                                                                | 326 HO                                                                             | 350                                                                                | 350 HO                                                                             | 400                                                                                | 400 Ram Air                                                                        | 400 Ram Air IV                                                                     | 400 HO                                                                             | 400 HO Ram Air III                                                                 |
| Motorcode             | Std                                                      | W53 "Sprint"                                             | Std                                                      | W53 "Sprint"                                             | L30                                                                                | L76                                                                                | L30                                                                                | L76                                                                                | W66                                                                                | L67                                                                                | L67                                                                                | L74                                                                                | L74                                                                                |
| --------------------- | -------------------------------------------------------- | -------------------------------------------------------- | -------------------------------------------------------- | -------------------------------------------------------- | ---------------------------------------------------------------------------------- | ---------------------------------------------------------------------------------- | ---------------------------------------------------------------------------------- | ---------------------------------------------------------------------------------- | ---------------------------------------------------------------------------------- | ---------------------------------------------------------------------------------- | ---------------------------------------------------------------------------------- | ---------------------------------------------------------------------------------- | ---------------------------------------------------------------------------------- |
| Hubraum               | 3778 cm3                                                 | 3778 cm3                                                 | 4103 cm3                                                 | 4103 cm3                                                 | 5342 cm3                                                                           | 5342 cm3                                                                           | 5812 cm3                                                                           | 5812 cm3                                                                           | 6554 cm3                                                                           | 6554 cm3                                                                           | 6554 cm3                                                                           | 6554 cm3                                                                           | 6554 cm3                                                                           |
| Motorart              | Ottomotor                                                | Ottomotor                                                | Ottomotor                                                | Ottomotor                                                | Ottomotor                                                                          | Ottomotor                                                                          | Ottomotor                                                                          | Ottomotor                                                                          | Ottomotor                                                                          | Ottomotor                                                                          | Ottomotor                                                                          | Ottomotor                                                                          | Ottomotor                                                                          |
| Motorarbeitsverfahren | Viertakt                                                 | Viertakt                                                 | Viertakt                                                 | Viertakt                                                 | Viertakt                                                                           | Viertakt                                                                           | Viertakt                                                                           | Viertakt                                                                           | Viertakt                                                                           | Viertakt                                                                           | Viertakt                                                                           | Viertakt                                                                           | Viertakt                                                                           |
| Anzahl Zylinder       | 6-Zylinder-Reihenmotor, längseingebaut                   | 6-Zylinder-Reihenmotor, längseingebaut                   | 6-Zylinder-Reihenmotor, längseingebaut                   | 6-Zylinder-Reihenmotor, längseingebaut                   | 8-Zylinder-V-Motor, längseingebaut                                                 | 8-Zylinder-V-Motor, längseingebaut                                                 | 8-Zylinder-V-Motor, längseingebaut                                                 | 8-Zylinder-V-Motor, längseingebaut                                                 | 8-Zylinder-V-Motor, längseingebaut                                                 | 8-Zylinder-V-Motor, längseingebaut                                                 | 8-Zylinder-V-Motor, längseingebaut                                                 | 8-Zylinder-V-Motor, längseingebaut                                                 | 8-Zylinder-V-Motor, längseingebaut                                                 |
| Bankwinkel            | -                                                        | -                                                        | -                                                        | -                                                        | 90°                                                                                | 90°                                                                                | 90°                                                                                | 90°                                                                                | 90°                                                                                | 90°                                                                                | 90°                                                                                | 90°                                                                                | 90°                                                                                |
| Bohrung × Hub         | 98,55 mm × 82,55 mm                                      | 98,55 mm × 82,55 mm                                      | 98,55 mm × 89,66 mm                                      | 98,55 mm × 89,66 mm                                      | 94,5 mm × 95,3 mm                                                                  | 94,5 mm × 95,3 mm                                                                  | 98,55 mm × 95,25 mm                                                                | 98,55 mm × 95,25 mm                                                                | 104,65 mm × 95,25 mm                                                               | 104,65 mm × 95,25 mm                                                               | 104,65 mm × 95,25 mm                                                               | 104,65 mm × 95,25 mm                                                               | 104,65 mm × 95,25 mm                                                               |
| Ventilsteuerung       | OHC, zwei hängende Ventile mit obenliegender Nockenwelle | OHC, zwei hängende Ventile mit obenliegender Nockenwelle | OHC, zwei hängende Ventile mit obenliegender Nockenwelle | OHC, zwei hängende Ventile mit obenliegender Nockenwelle | OHV, zwei hängende Ventile mit zentraler Nockenwelle, Stößelstangen und Kipphebeln | OHV, zwei hängende Ventile mit zentraler Nockenwelle, Stößelstangen und Kipphebeln | OHV, zwei hängende Ventile mit zentraler Nockenwelle, Stößelstangen und Kipphebeln | OHV, zwei hängende Ventile mit zentraler Nockenwelle, Stößelstangen und Kipphebeln | OHV, zwei hängende Ventile mit zentraler Nockenwelle, Stößelstangen und Kipphebeln | OHV, zwei hängende Ventile mit zentraler Nockenwelle, Stößelstangen und Kipphebeln | OHV, zwei hängende Ventile mit zentraler Nockenwelle, Stößelstangen und Kipphebeln | OHV, zwei hängende Ventile mit zentraler Nockenwelle, Stößelstangen und Kipphebeln | OHV, zwei hängende Ventile mit zentraler Nockenwelle, Stößelstangen und Kipphebeln |

### 1967
Nachdem der Verkauf am 23. Februar 1967 begann, wurde bereits im ersten Produktionsjahr der Absatz von 82.560 Fahrzeugen (67.032 Coupés und 15.526 Cabriolets) erreicht. Damit war das Fahrzeug ein voller Verkaufserfolg. Die Motorisierung reichte vom 3,8-Liter-Sechszylindermotor mit 165 brutto SAE-HP bis zum 6,6-Liter-Achtzylinder (400 in3) mit 325 SAE-PS, der auch im Pontiac GTO angeboten wurde. Allerdings leistete der Motor im GTO 350 SAE-PS. Die Reduzierung um 25 SAE-PS erreichte man, indem das Gestänge zwischen Primär- und Sekundärstufe des Rochester-Doppel-Register-Vergasers einen kleinen Anschlag erhielt. Damit konnten die Sekundärdüsen nur mit 90 % wirksam werden. Der 400 war mit oder ohne Ram Air-System erhältlich. Die Stauluft machte sich die ansonsten dekorativen Haubenhutzen zunutze, und der Motor hatte eine schärfere Nockenwelle und stärkere Ventilfedern. Die Ram Air-Option war mit einem hohen Aufpreis verbunden, für 600 Dollar erhielt der Kunde eine wenig beworbene Leistungssteigerung, welche jedoch sehr oft bestellt wurde. Schon im ersten Jahr wurde der Firebird als Pace Car auf dem Daytona International Speedway eingesetzt.

#### Angebotene Motoren im Modelljahr
| Motorname                        | 230                           | 230                                   | 326                          | 326 HO                                | 400                                   | 400 Ram Air                           |
| Motorcode                        | Std                           | W53 "Sprint"                          | L30                          | L76                                   | W66                                   | L67                                   |
| -------------------------------- | ----------------------------- | ------------------------------------- | ---------------------------- | ------------------------------------- | ------------------------------------- | ------------------------------------- |
| Leistung in kW/SAE-PS bei min−1  | 123 kW/165 SAE-PS bei 4700    | 160 kW/215 SAE-PS bei 5200            | 186 kW/250 SAE-PS bei 4600   | 212 kW/285 SAE-PS bei 5000            | 242 kW/325 SAE-PS bei 4800            | 242 kW/325 SAE-PS bei 5200            |
| Drehmoment in Nm/lb-ft bei min−1 | 293 Nm/216 lb-ft bei 2600     | 325 Nm/240 lb-ft bei 3800             | 451 Nm/333 lb-ft bei 2800    | 487 Nm/359 lb-ft bei 3200             | 556 Nm/410 lb-ft bei 3400             | 556 Nm/410 lb-ft bei 3600             |
| Verdichtung                      | 9,0 : 1                       | 10,5 : 1                              | 9,2 : 1                      | 10,5 : 1                              | 10,75 : 1                             | 10,75 : 1                             |
| Gemischaufbereitung              | ein Fallstrom-Einfachvergaser | ein Fallstrom-Doppel-Registervergaser | ein Fallstrom-Doppelvergaser | ein Fallstrom-Doppel-Registervergaser | ein Fallstrom-Doppel-Registervergaser | ein Fallstrom-Doppel-Registervergaser |

### 1968
Das Modell von 1968 unterschied sich nur geringfügig, zum Beispiel durch neue, seitlich herumgezogene Blinker vorn, die gleichzeitig als seitliche Markierungsleuchten dienten. Auf den hinteren Seitenwänden wurde oberhalb des Stoßfängers das stilisierte Pontiac-Logo als „V“ angebracht. Es diente auch als seitliche Markierungsleuchte, wie sie ab 1968 gesetzlich vorgeschrieben waren. Außerdem entfielen die kleinen Dreiecksfenster der Türen zugunsten großer Türscheiben. 107.112 Exemplare (90.152 Coupés und 16.960 Cabriolets) wurden gebaut. Die Motorleistung stieg beim 6,6-Liter-Motor auf 335 SAE-PS.

#### Angebotene Motoren im Modelljahr
| Motorname                        | 250                           | 250                                   | 350                          | 350 HO                                | 400                                   | 400 HO                                | 400 Ram Air                           |
| Motorcode                        | Std                           | W53 "Sprint"                          | L30                          | L76                                   | W66                                   | L74                                   | L67                                   |
| -------------------------------- | ----------------------------- | ------------------------------------- | ---------------------------- | ------------------------------------- | ------------------------------------- | ------------------------------------- | ------------------------------------- |
| Leistung in kW/SAE-PS bei min−1  | 130 kW/175 SAE-PS bei 4800    | 160 kW/215 SAE-PS bei 5200            | 198 kW/265 SAE-PS bei 4600   | 239 kW/320 SAE-PS bei 5100            | 246 kW/330 SAE-PS bei 4800            | 250 kW/335 SAE-PS bei 5000            | 250 kW/335 SAE-PS bei 5300            |
| Drehmoment in Nm/lb-ft bei min−1 | 325 Nm/240 lb-ft bei 2600     | 345 Nm/255 lb-ft bei 3800             | 481 Nm/355 lb-ft bei 2800    | 516 Nm/380 lb-ft bei 3200             | 583 Nm/430 lb-ft bei 3300             | 583 Nm/430 lb-ft bei 3400             | 583 Nm/430 lb-ft bei 3400             |
| Verdichtung                      | 9,0 : 1                       | 10,5 : 1                              | 9,2 : 1                      | 10,5 : 1                              | 10,75 : 1                             | 10,75 : 1                             | 10,75 : 1                             |
| Gemischaufbereitung              | ein Fallstrom-Einfachvergaser | ein Fallstrom-Doppel-Registervergaser | ein Fallstrom-Doppelvergaser | ein Fallstrom-Doppel-Registervergaser | ein Fallstrom-Doppel-Registervergaser | ein Fallstrom-Doppel-Registervergaser | ein Fallstrom-Doppel-Registervergaser |

### 1969
Der Jahrgang 1969 wurde merklich überarbeitet. Unter anderem erhielt die Frontpartie einen markentypischen Grill. Die vier Scheinwerfer saßen nicht mehr in der Frontmaske mit Grill, sondern außerhalb, und wurden mehr in die Karosserieform integriert. Seitlich wurden die „Haifischkiemen“ von der hinteren Seitenwand beim 1968er Modell als angedeutete Luftauslässe an den vorderen Kotflügel hinter den Radkasten beim 1969er Modell verlegt. Die Fahrzeugseite erhielt (analog zum Chevrolet Camaro) stark ausgeprägte Kanten über den Radläufen. Die Form der hinteren seitlichen Markierungsleuchten änderte sich vom „V“ zu einem kleinen Firebird-Logo, vorn wurden im unteren Teil der Kotflügel kleine runde Leuchten eingebaut. Der Tankstutzen wurde aus Sicherheitsgründen aus dem Kofferraum unter die Stoßstange hinter das Kennzeichen verlegt. Das Zündschloss des Firebirds wurde zusammen mit der inzwischen bei GM üblichen Lenkradsperre in der Lenksäule angebracht.
Das Ram Air 400 wurde in Ram Air IV umbenannt, verbunden mit einer leichten Leistungssteigerung. Die Option 400 wurde in Ram Air II umbenannt.
Das Basismodell kostete 2821 Dollar. Das „Trans Am Performance and Appearance“-Paket wurde im März 1969 eingeführt und bildete das Spitzenmodell. Nur 689 Firebird Coupés und acht Cabriolets wurden mit dieser Ausstattung gebaut, wahrscheinlich infolge des hohen Mehrpreises von 725 Dollar. Alle Trans Am waren polarweiß mit blauen Rennstreifen, Heckblech und Aufklebern. Die Motorhaube, exklusiv für den Trans Am, hatte funktionelle Lufteinlässe, die vom Fahrer aus geschlossen werden konnten. Die nach hinten gerichteten Kotflügelauslässe aus Fiberglas deckten faustgroße Löcher zur Entlüftung des Motorraums ab. Ein breiter Spoiler überspannte das hintere Deck. Das Interieur war das gleiche wie beim einfachen Firebird, obwohl es wahlweise eine Rallye-Instrumententafel mit einem 160-mph-Tachometer und einen Drehzahlmesser bis 8000/min bot. Käufer konnten auch einen auf der Motorhaube eingebauten Drehzahlmesser für 85 Dollar bestellen.
Bis Ende 1969 wurden insgesamt 87.708 Fahrzeuge (76.059 Coupés und 11.649 Cabriolets) gebaut. Durch Verzögerungen bei der Entwicklung musste das 1969er Modell gut vier Monate länger gebaut werden. Die zweite Generation wurde nicht wie üblich im Herbst vorgestellt, sondern erst zum Jahresbeginn 1970.
Auch wenn es damals noch nicht offensichtlich war, waren die Chevrolet Corvette und der Pontiac Firebird Trans Am die einzigen amerikanischen Hochleistungsfahrzeuge, die seit ihrer Einführung ohne Unterbrechungen gebaut wurden.

#### Angebotene Motoren im Modelljahr
| Motorname                        | 250                           | 250                                   | 350                          | 350 HO                                | 400                                   | 400 HO Ram Air III                    | 400 Ram Air IV                        |
| Motorcode                        | Std                           | W53 "Sprint"                          | L30                          | L76                                   | W66                                   | L74                                   | L67                                   |
| -------------------------------- | ----------------------------- | ------------------------------------- | ---------------------------- | ------------------------------------- | ------------------------------------- | ------------------------------------- | ------------------------------------- |
| Leistung in kW/SAE-PS bei min−1  | 130 kW/175 SAE-PS bei 4800    | 175 kW/230 SAE-PS bei 5400            | 198 kW/265 SAE-PS bei 4600   | 242 kW/325 SAE-PS bei 5100            | 246 kW/330 SAE-PS bei 4800            | 250 kW/335 SAE-PS bei 5000            | 257 kW/345 SAE-PS bei 5400            |
| Drehmoment in Nm/lb-ft bei min−1 | 325 Nm/240 lb-ft bei 2600     | 346 Nm/255 lb-ft bei 3800             | 481 Nm/355 lb-ft bei 2800    | 515 Nm/380 lb-ft bei 3200             | 583 Nm/430 lb-ft bei 3300             | 583 Nm/430 lb-ft bei 3400             | 583 Nm/430 lb-ft bei 3700             |
| Verdichtung                      | 9,0 : 1                       | 10,5 : 1                              | 9,2 : 1                      | 10,5 : 1                              | 10,75 : 1                             | 10,75 : 1                             | 10,75 : 1                             |
| Gemischaufbereitung              | ein Fallstrom-Einfachvergaser | ein Fallstrom-Doppel-Registervergaser | ein Fallstrom-Doppelvergaser | ein Fallstrom-Doppel-Registervergaser | ein Fallstrom-Doppel-Registervergaser | ein Fallstrom-Doppel-Registervergaser | ein Fallstrom-Doppel-Registervergaser |

### Galerie 1. Generation

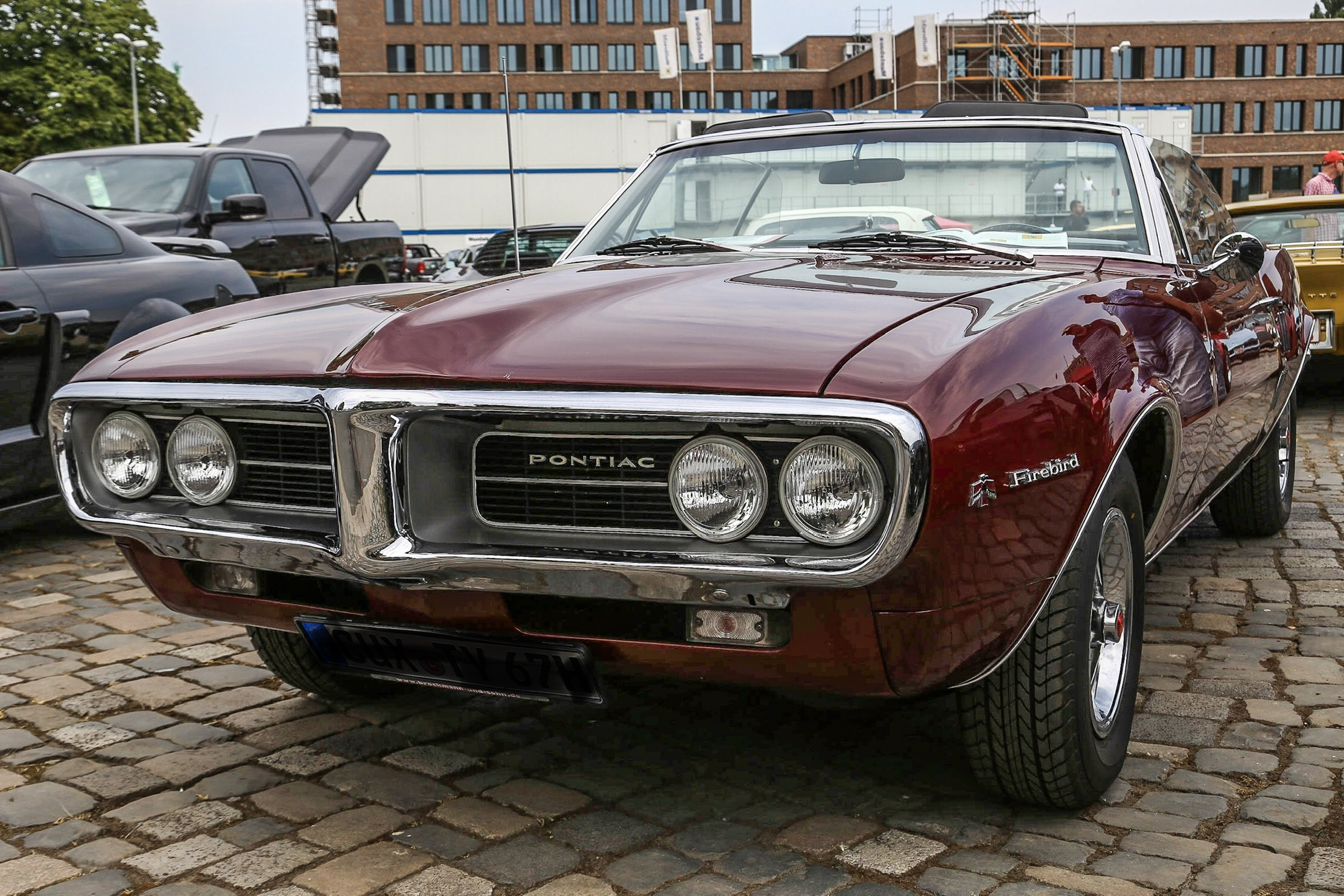
1967 Pontiac Firebird Cabriolet
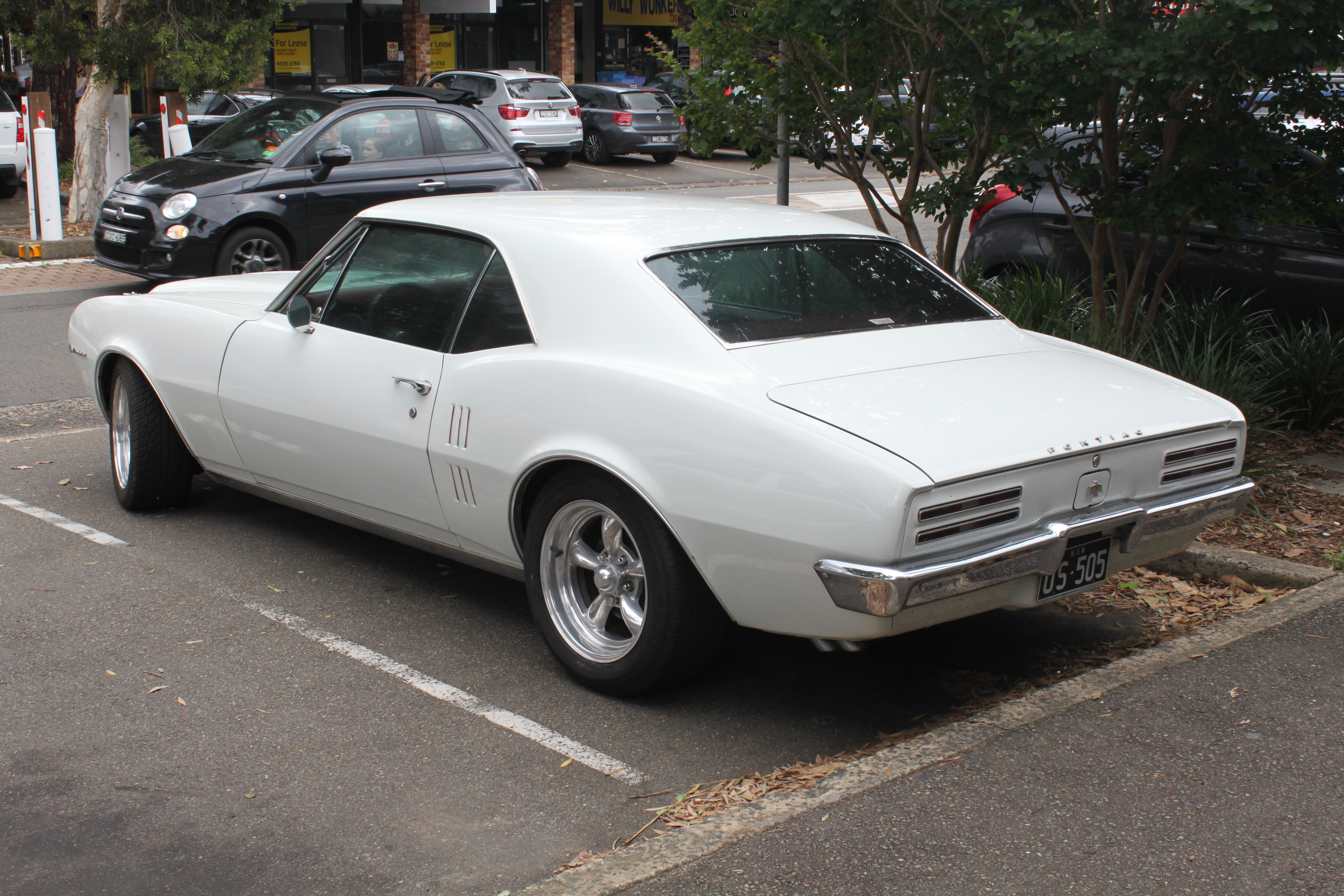
1967 Pontiac Firebird Coupé
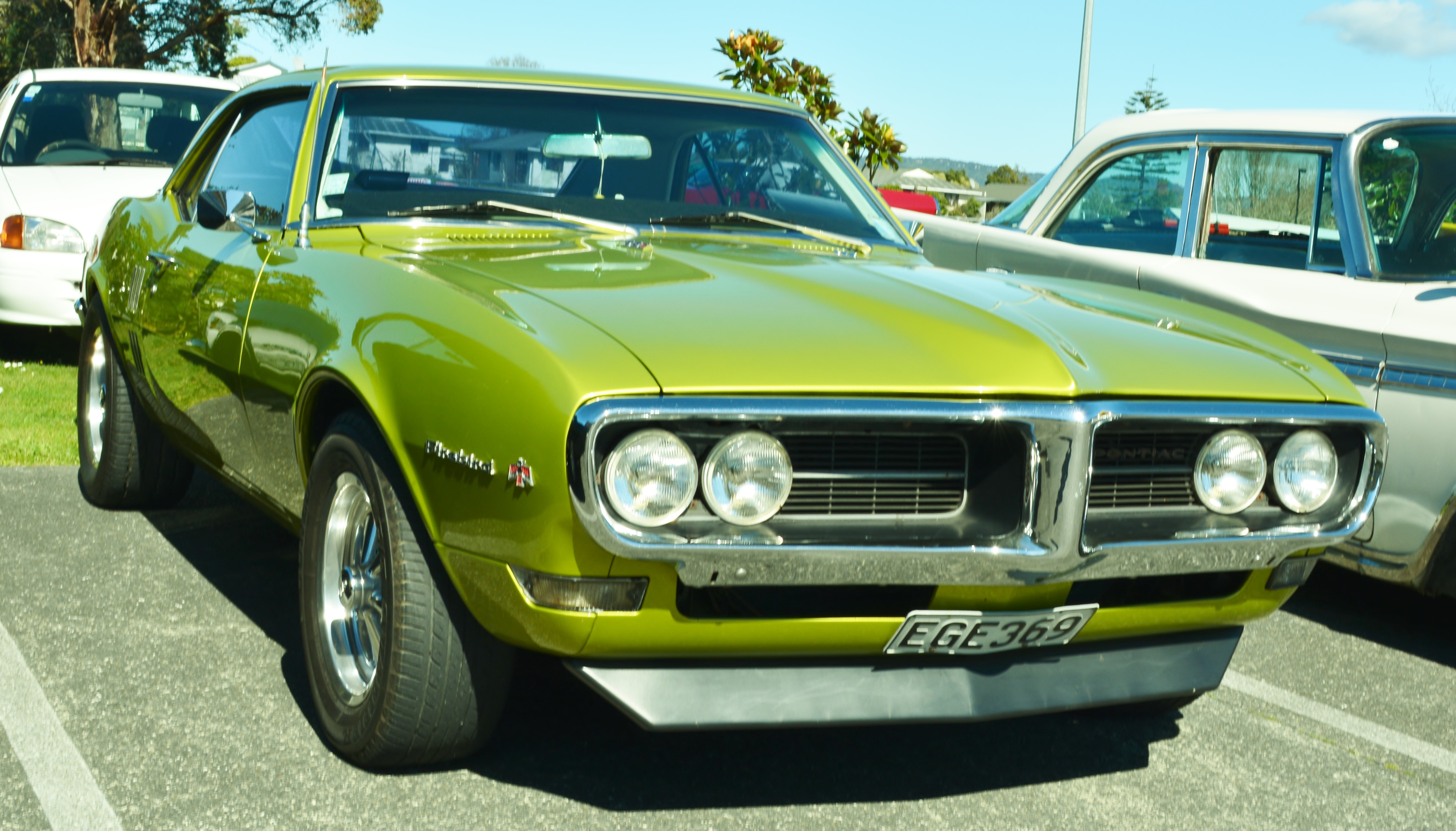
1968 Pontiac Firebird
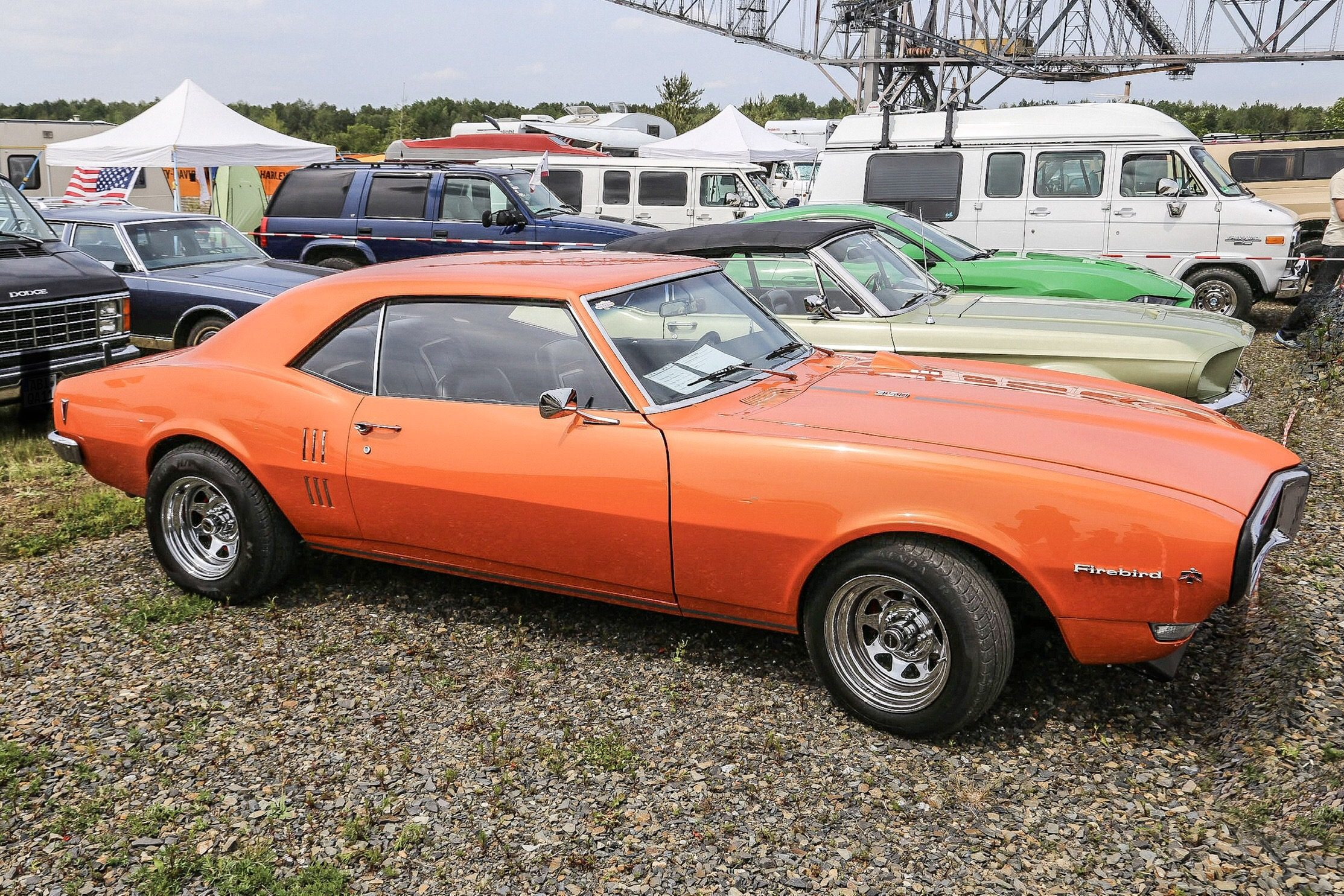
1968 Pontiac Firebird Coupé
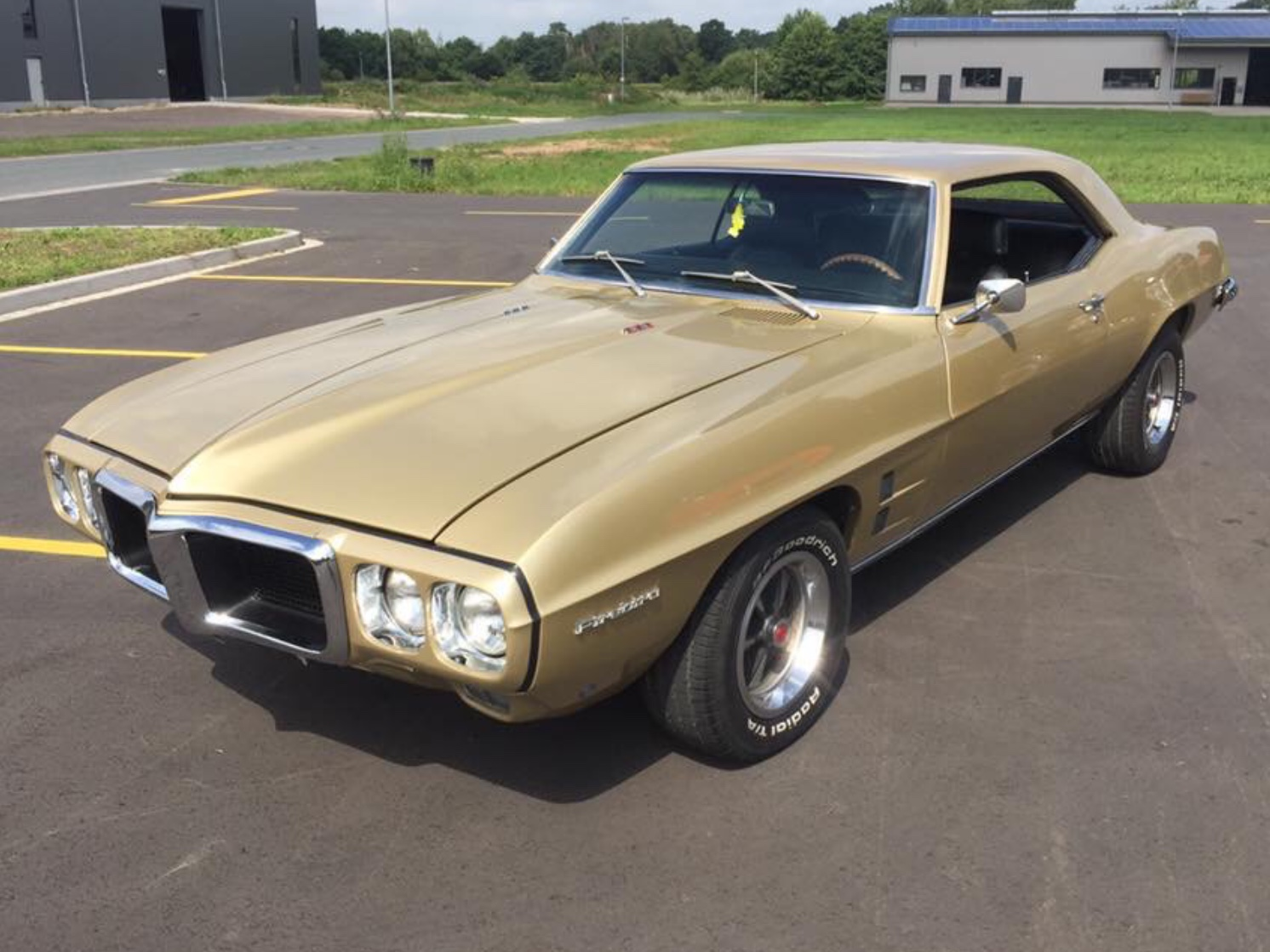
1969 Pontiac Firebird Coupé Front (Gold)
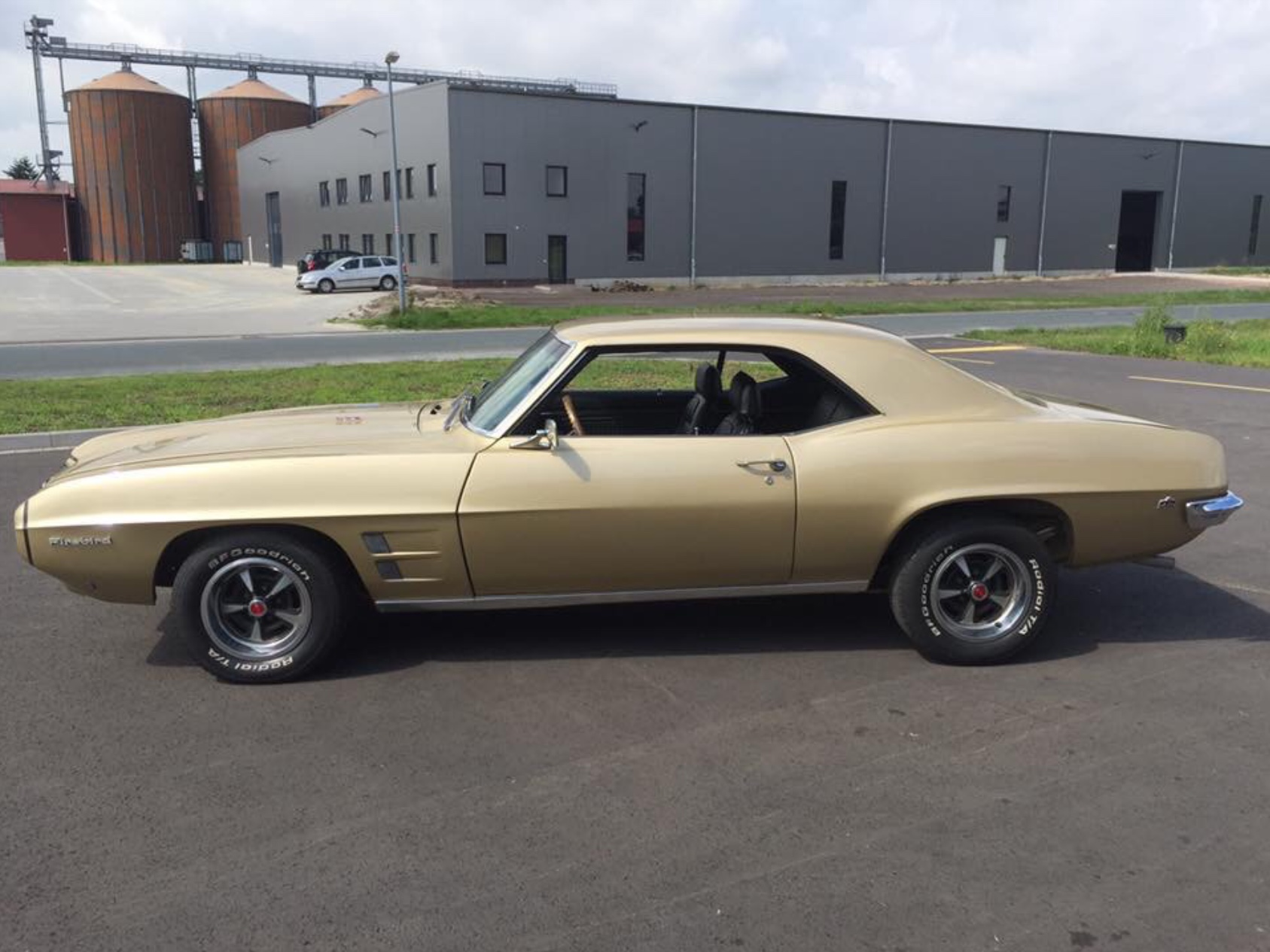
1969 Pontiac Firebird Coupé Seite (Gold)
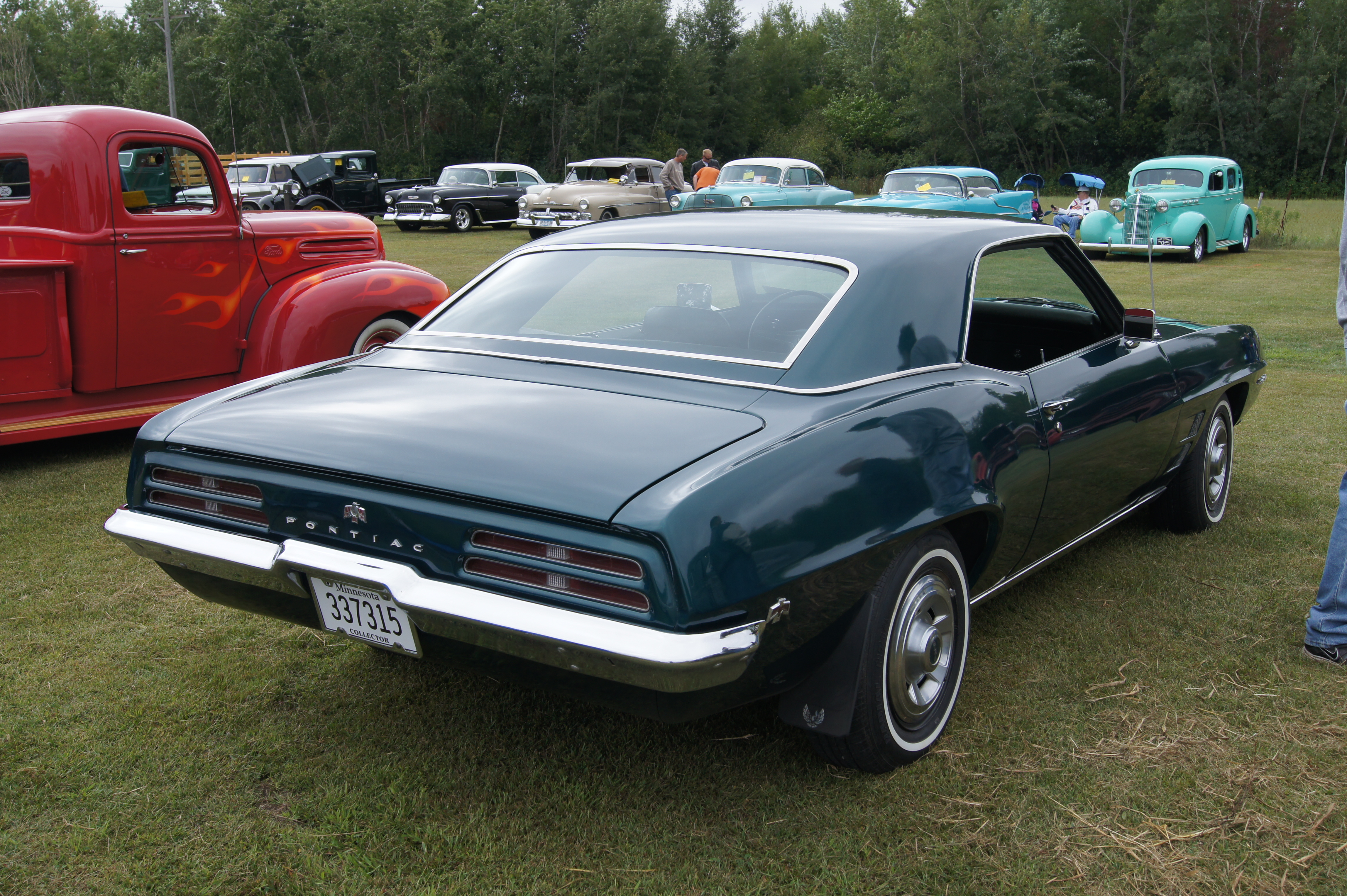
1969 Pontiac Firebird Coupé Heck

### Preisentwicklung 1967–1969
Der Listenpreis bezieht sich auf die jeweils kleinste Motorisierung ohne weitere Optionen. In der hellblauen Spalte die gerundeten Preise nach Bereinigung der Inflation (mit Stand 2021) und Umrechnung zum aktuellen Wechselkurs von USD in EURO für jeweils das erste und letzte Modelljahr sowie für die wesentlichsten Extraausstattungen.
| Typ oder Option         | ca. Preis 2025 in EUR | 1967  | 1968  | 1969  | ca. Preis 2025 in EUR |
| ----------------------- | --------------------- | ----- | ----- | ----- | --------------------- |
| Basis Coupé R6          | 21.400                | 2.666 | 2.781 | 2.831 | 20.700                |
| Basis Cabriolet R6      | 23.300                | 2.903 | 2.996 | 3.045 | 22.300                |
| Wichtige Optionen – RPO |                       |       |       |       |                       |
| Sprint                  | 900                   | 116   | 116   | 121   | 900                   |
| 326                     | 800                   | 95    |       |       |                       |
| 326-HO                  | 1.300                 | 159   |       |       |                       |
| 350                     |                       |       | 106   | 111   | 800                   |
| 350-HO                  |                       |       | 181   | 186   | 1.400                 |
| 400                     | 900                   | 111   | 351   | 275   | 2.000                 |
| 400 RAM AIR             | 4.800                 | 600   | 616   | 351   | 2.600                 |
| 400 RAM AIR IV          |                       |       |       | 832   | 6.100                 |
| Trans Am                |                       |       |       | 725   | 5.300                 |

Quelle:

## 2. Generation (1970–1981)
Die zweite Generation des „Feuervogels“ wurde neu entworfen und sollte einen Hauch italienischen Designs enthalten. Diese Generation gab es ausschließlich als Coupé, ein Cabriolet wurde nicht mehr angeboten. Das bisherige deutliche „Coke-Bottle“-Styling war ein „schwungvoller“ Karosseriestil, von dem einige Elemente beim neuen Modell erhalten blieben. Die Oberkante der Heckscheibe ging fast gerade nach unten bis zur Kante des Kofferraumdeckels, eine Form, die die längste Zeit das Firebird-Styling verkörperte. Das neue Design war zunächst durch eine große und breite B-Säule gekennzeichnet, wodurch die typische C-Säule entfiel, bis 1975 die Heckscheibe vergrößert wurde.
Angebotene Modellversionen
- Firebird Base
- Firebird Esprit
- Firebird Formula
- Firebird Trans Am

Spezielle Versionen und Ausstattungspakete
- Formula Ausstattungspaket „W50“ (1976–1981)
- Schwarz-Goldene Trans Am Pontiac 50th Anniversary Limited Edition (1976)
- Schwarz-Goldene Trans Am Special Edition (1977–1978, 1980–1981)
- Sky Bird Esprit Ausstattungspaket „W60“ (1977–1978)
- Gold Trans Am Special Edition „Y88“ (1978)
- Red Bird Esprit Ausstattungspaket „W68“ (1978–1979)
- Black Trans Am Special Edition „Y84“ (1979)
- Trans Am 10th Anniversary Edition (1979)
- Yellow Bird Esprit Ausstattungspaket „W73“ (1980)
- Trans Am Turbo Indy Pace Car Edition (1980)
- Trans Am Turbo NASCAR Pace Car Edition (1981)

### 1970

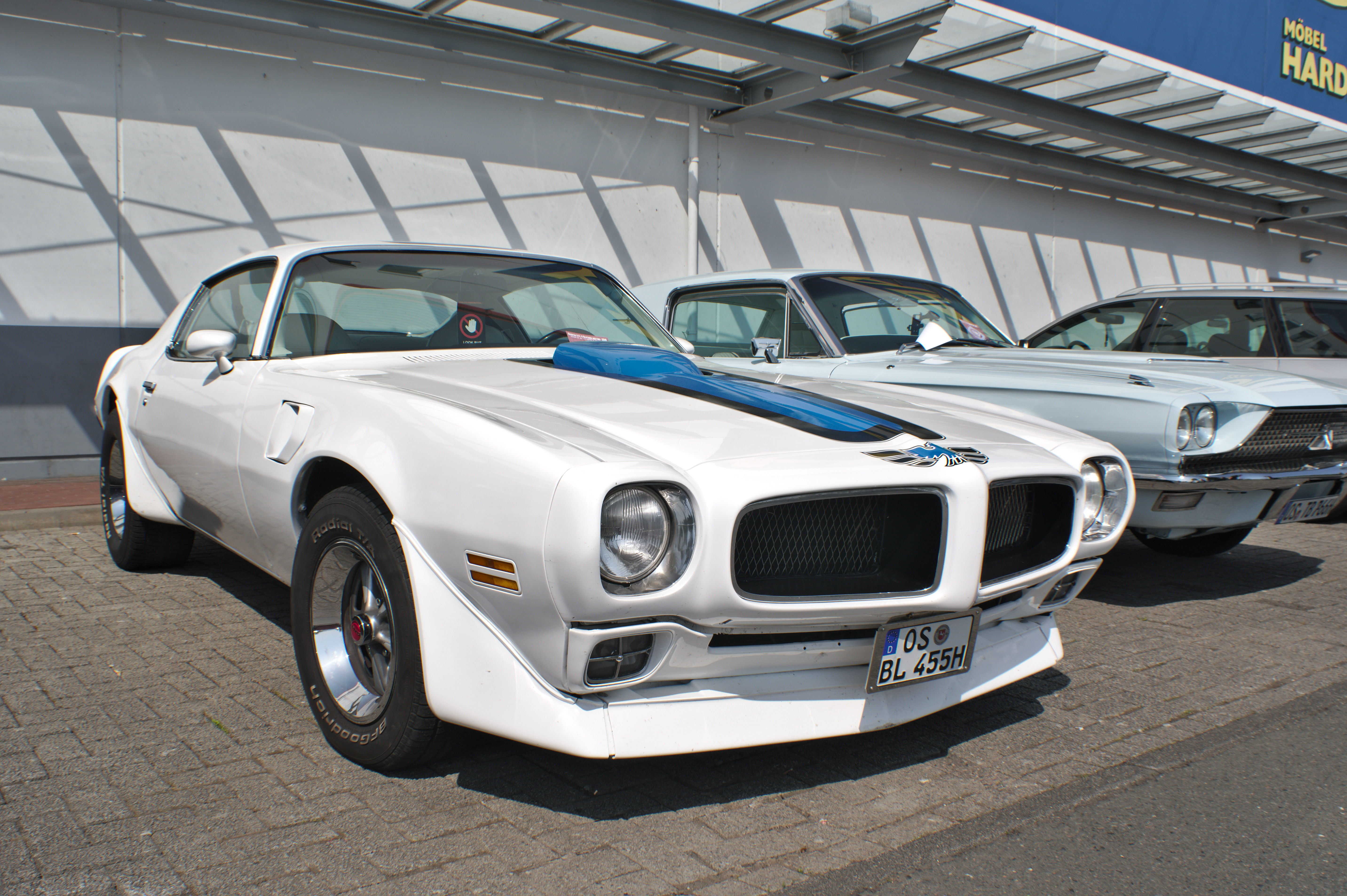
Pontiac Firebird Trans Am – 2. Generation

Das Anfang 1970 präsentierte Modell wirkte auf den ersten Blick kleiner als seine Vorgänger, obwohl die Abmessungen weitgehend unverändert blieben. Die Frontmaske um die Scheinwerfer und den Grill war mit der GM-eigenen gummiähnlichen Endura-Farbe beschichtet. Die Kunden waren mit dem neuen Design nicht so zufrieden, was sich in den Verkaufszahlen niederschlug: Es wurden nur 48.739 Stück verkauft. Vom Spitzenmodell Trans Am Ram Air IV mit 272 kW starkem 6,6-Liter-Motor liefen nur 88 Fahrzeuge vom Band. Der Firebird Base war serienmäßig mit dem Reihensechszylinder ausgestattet, während es ab der Esprit-Variante der 350er-V8-Serie war. Der Esprit war darüber hinaus mit Vinyl-bezogenen Sitzen und einer Kofferraummatte ausgestattet. Er hatte zusätzliche Chromelemente und die Schaltung auf dem Mitteltunnel. Die Formula-Varianten hatten ab Werk bereits einen Stabilisator an Vorder- und Hinterachse und wurde vom 6,6 Liter-V8 angetrieben.
Der Trans Am bekam zusätzlich einen Front- und Heckspoiler sowie härtere Federn und stärkere Stoßdämpfer. Er hatte ebenfalls ein manuelles 4-Gang-Getriebe mit Hurst-Schalthebel. Alle Trans Am waren weiß oder blau und hatten akzentuierte blaue oder weiße Rennstreifen.
Alle Varianten erhielten in der Serie bereits Scheibenbremsen an der Vorderachse und Trommelbremsen hinten. Bremskraftverstärker und Servolenkung waren aufpreispflichtige Extras, beim Trans Am hingegen Serie. In den Modelljahren 1970 und 1971 hatten alle Firebirds, die mit Radios ausgestattet waren, die Antennen „im Glas“ in der Windschutzscheibe. Klimaanlage, Geschwindigkeitsregelanlage, Servolenkung und getönte Scheiben sowie eine Zentralverriegelung waren bestellbare Extras.

### 1971
Für das Modelljahr gab es nur kleine Änderungen. Die Sitze bekamen höhere Lehnen.
Wegen neuer Abgas- und Laufleistungsanforderungen wurde 1971 der 7,5-Liter-Motor mit 335 SAE-PS eingeführt. Das Basismodell kostete über 3000 Dollar – den Trans Am gab es ab 4595 Dollar. Äußerlich waren die 71er-Modelle durch den überdimensionierten Heckspoiler für den Formula 400 und den Trans Am von den Vorgängern zu unterscheiden. Die Verkaufszahlen blieben mit 53.125 Stück weiterhin niedrig.

### 1972
Im Jahr 1972 blieb der Firebird weitgehend unverändert. Die Sitze wurden aus Vollschaumstoff mit integrierten Federn gefertigt.
Die Produktionszahlen sanken auf 29.951 Stück. Ein nicht unwesentlicher Grund dafür war ein mehrwöchiger Streik der UAW (United Auto Workers), der amerikanischen Gewerkschaft der Autobauer. Trotz zahlreicher Bestellungen konnte eine Vielzahl der Fahrzeuge nicht ausgeliefert werden. Es gab erste Überlegungen, die Modellreihe einzustellen. Der Standard-5,7-Liter-V8 leistete 160 netto SAE-HP, die Formulas hatten 350er, 400er und 455er Motoren.
Der Firebird wurde zwischen 1972 und 1977 ausschließlich in Norwood, Ohio gebaut.

### 1973

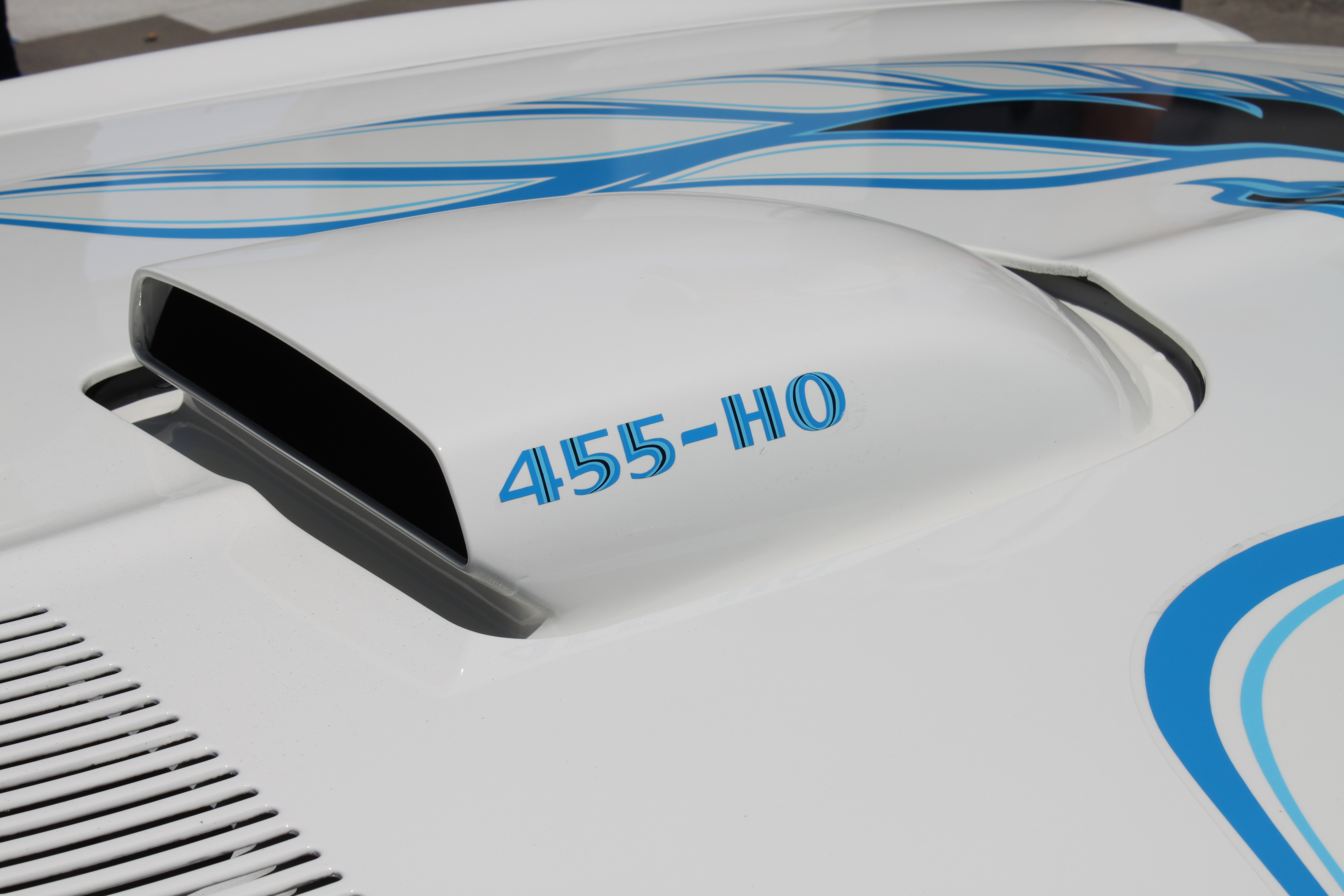
Shaker (englisch für „Schüttler“ oder „Beber“) eines 1973er Trans Ams. Nach hinten gerichtete Hutze, die fest mit dem Motor verbunden ist und nur lose mit der Motorhaube über eine Gummilippe abgedichtet wird.

Die Motorleistung war 1973 für den Verkauf der Wagen nicht mehr entscheidend – die Ära der Muscle Cars schien zu Ende zu sein. In diesem Jahr wurde der Innenraum des Firebird grundlegend überarbeitet, die Karosserie blieb nahezu unverändert. Lediglich die Frontmaske wurde aufgrund neuer Forderungen für den Fußgängerschutz geglättet.
Die Motorisierung reichte vom 4,1-Liter-Sechszylinder mit 110 kW/150 netto SAE-HP bis zum 7,5-Liter-Achtzylindermotor mit 213 kW/290 SAE-PS. Die Verkaufszahlen stiegen auf 46.313 Stück. 1973 konnten Trans Ams und Formulas mit einem Handling-Paket mit Firestone Stahlgürtel-Radialreifen für zusätzliche 59 Dollar ohne platzsparendes Reserverad ausgestattet werden, das weitere 79 Dollar kostete. Die Reifen hatten die Größe GR70-15 auf 7-Zoll-Felgen.

### 1974

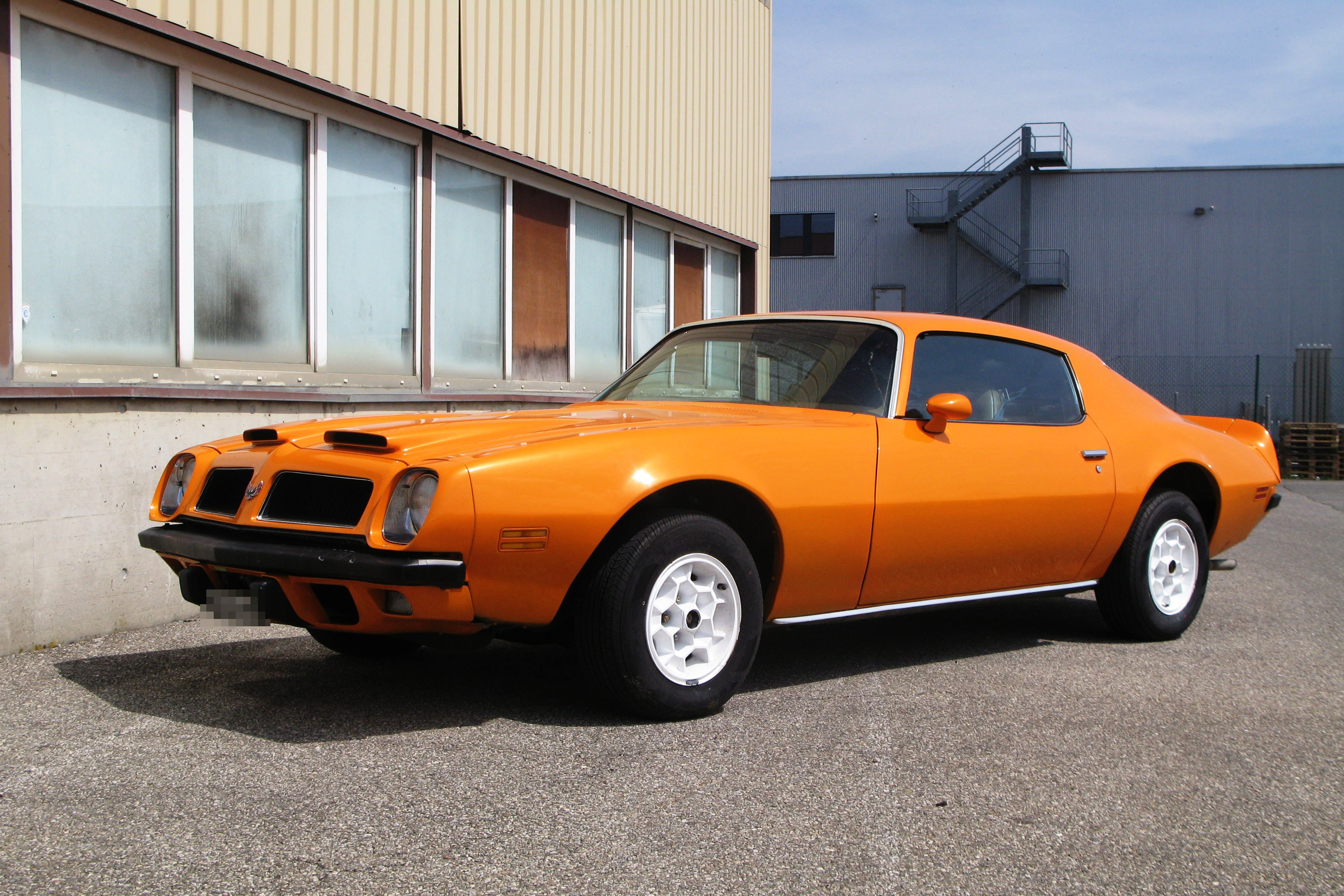
1974 Pontiac Firebird, geänderte Frontpartie

Mit dem Jahr 1974 wurde die Karosserieform überarbeitet. Die Frontpartie wurde aerodynamisch verbessert und bekam eine separate Stoßstange, was die Zustimmung der Kundschaft fand. 73.729 Fahrzeuge wurden gebaut. Die Radialreifen wurden Bestandteil des Trans Am. Bei den Firebirds erhielt ab diesem Modelljahr der Fahrer eine Warnmeldung bei nicht angelegtem Sicherheitsgurt, der um einen Schultergurt erweitert wurde.

### 1975
Weitere Veränderungen folgten 1975: Ein neues, größeres Heckfenster, wodurch die B-Säule deutlich schmaler wurde und am Frontgrill zusätzlich eingebaute Scheinwerfer kennzeichneten dieses Modell.
Das von GM entwickelte H.E.I.-System – „High Energy Ignition“ wurde zur Ausstattung. Es sorgte für starke Zündfunken bei minimalem Wartungsaufwand und gesteigerte Leistung. Die größere Verteilerkappe führte zu besserer Leistung bei hoher Drehzahl. Weitere Innovation war ein Katalysator.
Bei allen Firebirds waren Radialreifen die Standard-Bereifung. Die Motorleistung wurde maßgeblich verringert – der weiterhin erhältliche 7,5-Liter-Motor hatte nur noch 147 kW (200 SAE-PS). Das Basismodell hatte einen Sechszylinder-Reihenmotor mit 4,1 Litern und 74 kW (100 SAE-PS) und kostete 3713 Dollar. Der Firebird wurde dennoch erneut ein Erfolg: 84.063 Exemplare wurden gebaut.

### 1976
Zur 200-Jahr-Feier der US-Unabhängigkeitserklärung wurde der Firebird nochmals äußerlich verändert. Die Rückleuchten erhielten eine andere Optik und umfassten die Seiten. Neues Extra war eine Verbrauchsanzeige.
Es wurden 110.775 Fahrzeuge gebaut, vom Spitzenmodell Trans Am mit dem 7,5 Liter großen 200-SAE-PS-Motor jedoch nur 110 Exemplare.

### 1977
1977 wurde die Frontpartie des Firebird erneut verändert: Zwei rechteckige Scheinwerfer waren in den Kühlergrill integriert, der in die Stoßstange überging und mit ihr eine Einheit bildete. Eine neue Motorenpalette wurde eingeführt. Alle Aggregate waren Standardmotoren von Buick, Chevrolet, Oldsmobile und Pontiac. Der 4-Zylinder-Reihenmotor entfiel, dafür wurde ein neuer V6 mit 3,8 Liter (231 in3) Hubraum 105 SAE-HP eingeführt. Der Formula bekam einen neuen 5 Liter-V8 (301 in3) mit 135 SAE-HP. Der L78 400 in3 mit 180 SAE-HP sowie ein optionaler 400 in3 als W72 mit 200 SAE-HP oder ein 403 in3 mit 185 SAE-HP standen für den Trans Am zur Wahl. Als Extra konnte das T/A 6.6-Paket bestellt werden. Spitzenmotor war der 6,6-Liter-Pontiac-Motor mit 147 kW (200 SAE-PS). Mit 155.735 gebauten Fahrzeugen war das neue Modell ein voller Erfolg. In diesem Jahr erschien auch der Film Ein ausgekochtes Schlitzohr, was dieser Generation weitere Beliebtheit bescherte.

### 1978
Nach dem Vorjahreserfolg wurden die Modelle für 1978 kaum verändert, und die Zahl von 187.294 verkauften Fahrzeugen bestätigte diese Entscheidung. Die Rückleuchten nahmen fast das gesamte Heckblech ein.
Der Einstiegspreis lag bei 4593 Dollar. Pontiac führte das „WS6 Special Performance Package“ für den Trans Am ein. Es kostete 324 Dollar extra und ersetzte die 15 × 7-Zoll-Räder durch 15 × 8-Zoll-Aluminium-Räder im „Snowflake“-Design mit breiteren Reifen und einem kräftigeren hinteren Stabilisator.

### 1979
Die nächste grundlegende Umgestaltung der Frontpartie gab es 1979. Pontiac verließ damit den bisherigen Kühlergrill. Die rechteckigen Scheinwerfer wurden durch einen deutlichen Kunststoffsteg getrennt.
Die vier Scheinwerfer wurden separat in die Grillblenden eingelassen. Das Motorenangebot reichte vom 3,8-Liter- mit 107 kW (145 SAE-PS) bis zum 6,6-Liter-Motor mit 162 kW (220 SAE-PS), diese Version war nur mit 4-Gang-Handschaltung erhältlich und ist als sogenannter Z-Code in der FIN (Fahrzeug-Identifizierungsnummer) erkennbar.
Mit 211.453 gebauten Fahrzeugen entwickelte sich der Firebird von 1979 zum erfolgreichsten Modell der gesamten Baureihe. Das WS6-Paket erhielt 1979 Vierrad-Scheibenbremsen mit Bremskraftverstärker, eine Wahlmöglichkeit, die den Preis des Pakets auf 434 Dollar erhöhte. Für 150 Dollar konnten die Käufer der Trans Ams and Formulas den L-37 301-cubic-inch V8-Motor und ein teilsperrendes Differential, Optionscode J-65, erhalten.

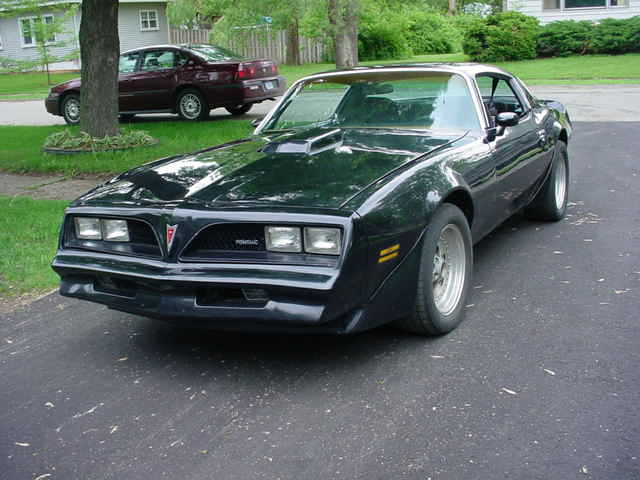
Pontiac Firebird (1977–1979)
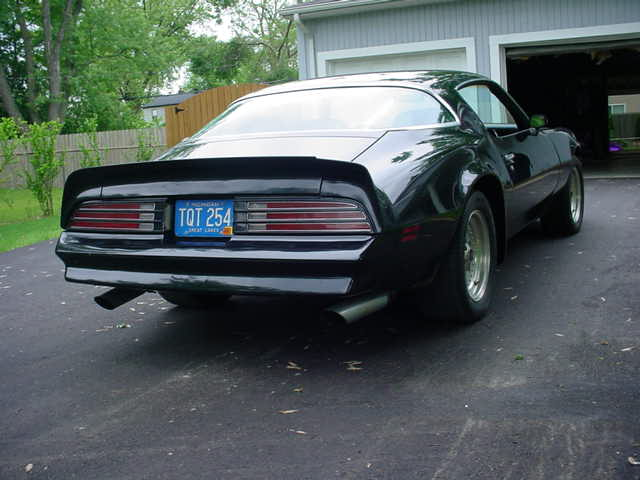
Heckansicht
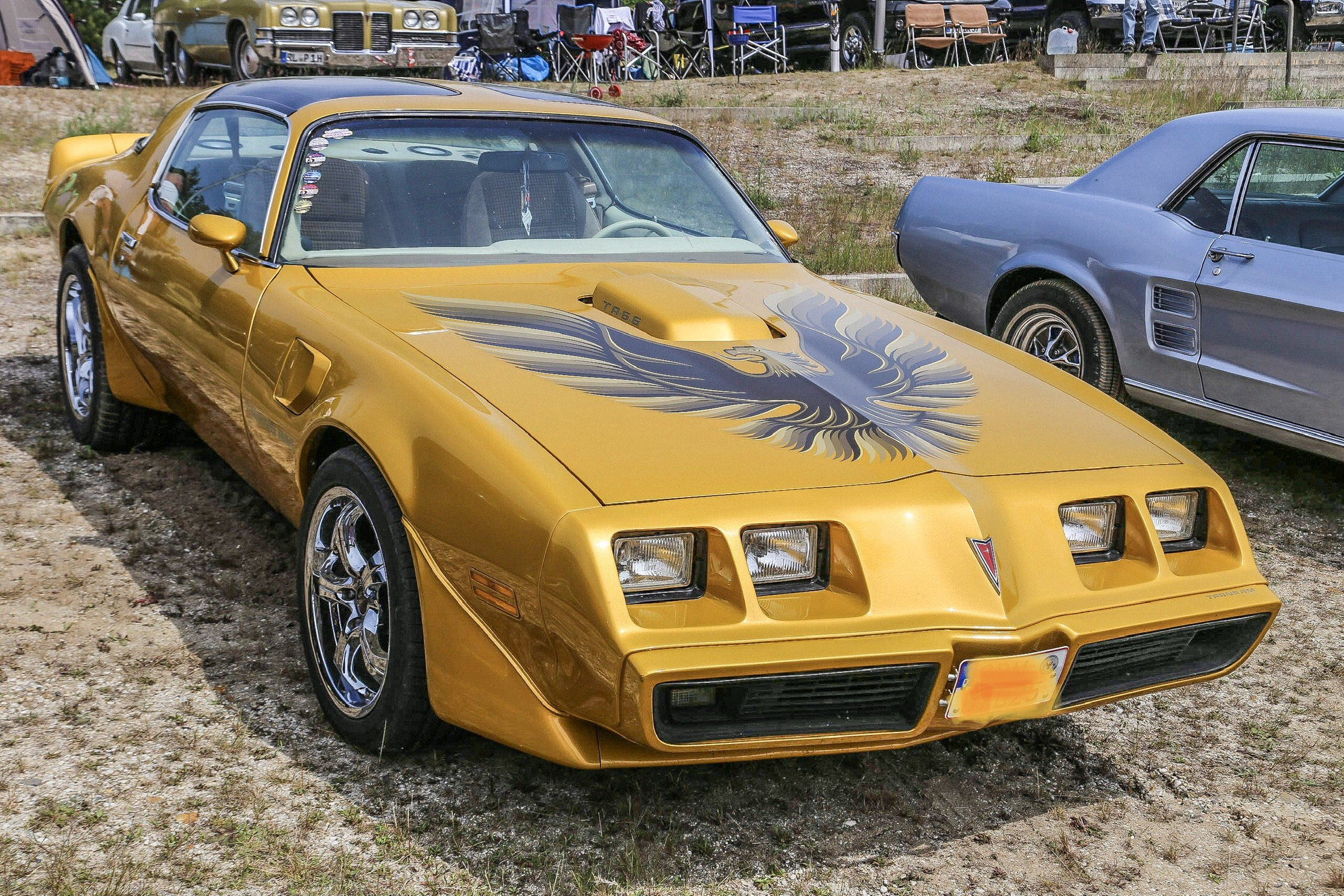
1980 Pontiac Firebird Trans Am (Gold)

### 1980
Im Jahr 1980 sank die Verkaufszahl mit 95.449 Stück auf etwa die Hälfte der Fahrzeuge des Vorjahrs, obwohl sich am Aussehen nichts geändert hatte. Die Kunden konnten ein vollelektronisches Stereo-Radio mit vier Lautsprechern bestellen. Die Scheinwerfer erhielten Tungsten-Halogenlampen.
Die Motorenpalette reichte vom 3,8-Liter-V6 über den 4,3-Liter-V8 bis zum 5-Liter-V8. Doch standen an Leistung maximal nur noch der 5-Liter-Motor mit 110 kW (150 SAE-PS) bzw. ein 4,9-Liter-Turbomotor mit 154 kW (210 SAE-PS) zur Verfügung. Dieser Turbomotor erhielt anstelle des Shakers eine feste asymmetrische Hutze mit drei Statusleuchten für den Ladedruck auf der Motorhaube. Der Einstiegspreis lag bei knapp 6000 Dollar.

### 1981
Für 1981 blieb der Firebird ebenfalls weitgehend ohne Veränderungen – die dritte Modellgeneration stand kurz vor dem Verkaufsstart. Selbst die Motorisierung blieb gleich. In diesem Jahr wurden 70.889 Stück gebaut.

### Preisentwicklung 1970–1981
Der Listenpreis bezieht sich auf die jeweils kleinste Motorisierung ohne weitere Optionen. In der hellblauen Spalte die gerundeten Preise nach Bereinigung der Inflation (mit Stand 2021) und Umrechnung zum aktuellen Wechselkurs von USD in EURO für jeweils das erste und letzte Modelljahr, in dem die Variante erschien.
| Typ oder Option          | ca. Preis 2025 in EUR | 1970  | 1971  | 1972  | 1973  | 1974  | 1975  | 1976  | 1977  | 1978  | 1979   | 1980  | 1981  | ca. Preis 2025 in EUR |
| ------------------------ | --------------------- | ----- | ----- | ----- | ----- | ----- | ----- | ----- | ----- | ----- | ------ | ----- | ----- | --------------------- |
| Basis R6                 | 19.900                | 2.875 | 3.416 | 2.828 | 2.895 | 3.335 | 3.713 | 3.906 |       |       |        |       |       | 18.400                |
| Basis V6                 | 18.900                |       |       |       |       |       |       |       | 4.269 | 4.545 | 4.825  | 5.604 | 6.901 | 20.400                |
| Basis V8                 | 19.000                |       |       | 2.956 | 3.013 | 3.460 | 3.843 | 4.046 | 4.334 | 4.695 | 5.020  | 5.784 | 6.951 | 20.500                |
| Esprit R6                | 19.700                |       |       |       |       |       | 3.958 | 4.162 | 4.615 |       |        |       |       | 20.400                |
| Esprit V6                | 20.100                |       |       |       |       |       |       |       | 4.550 | 4.842 | 5.193  | 5.967 | 7.645 | 22.600                |
| Esprit V8                | 22.400                | 3.241 | 3.344 | 3.194 | 3.249 | 3.687 | 4.088 | 4.302 | 4.615 | 4.992 | 5.388  | 6.147 | 7.695 | 22.700                |
| Formula V6               | 23.200                |       |       |       |       |       |       |       |       |       |        |       | 7.854 | 23.200                |
| Formula V8               | 23.300                | 3.370 | 3.473 | 3.221 | 3.276 | 3.659 | 4.349 | 4.566 | 4.976 | 5.448 | 6.018  | 6.955 | 7.904 | 23.300                |
| Trans Am                 | 29.800                | 4.305 | 4.594 | 4.256 | 4.204 | 4.446 | 4.740 | 4.987 | 5,456 | 5.799 | 6.299  | 7.179 | 8.322 | 24.600                |
| Trans Am Limited Edition | 39.300                |       |       |       |       |       |       |       |       |       | 10.620 |       |       | 39.300                |

Quelle:

## 3. Generation (1982–1992)

### Angebotene Motoren und weitere Daten der 3. Generation
| Motorcode                                                | LQ8                                    | LQ9                                     | LC1                                    | LL1                                     | LB8                                | LC2                                   | LH0                                | LU5                                  | LG4                                      | L69                                | LB9                                      | L98                                      | L03                                |  |
| -------------------------------------------------------- | -------------------------------------- | --------------------------------------- | -------------------------------------- | --------------------------------------- | ---------------------------------- | ------------------------------------- | ---------------------------------- | ------------------------------------ | ---------------------------------------- | ---------------------------------- | ---------------------------------------- | ---------------------------------------- | ---------------------------------- |  |
| Bauzeitraum                                              | 1982–1983                              | 1982–1985                               | 1982–1984                              | 1983–1984                               | 1985–1989                          | 1989                                  | 1990–1992                          | 1982–1983                            | 1982–1987                                | 1983–1986                          | 1985–1992                                | 1987–1992                                | 1988–1992                          |  |
| Hubraum                                                  | 2,5 Liter                              | 2,5 Liter                               | 2,8 Liter                              | 2,8 Liter                               | 2,8 Liter                          | 3,8 Liter                             | 3,1 Liter                          | 5,0 Liter                            | 5,0 Liter                                | 5,0 Liter                          | 5,0 Liter                                | 5,7 Liter                                | 5,0 Liter                          |  |
| Motorart                                                 | Ottomotor                              | Ottomotor                               | Ottomotor                              | Ottomotor                               | Ottomotor                          | Ottomotor                             | Ottomotor                          | Ottomotor                            | Ottomotor                                | Ottomotor                          | Ottomotor                                | Ottomotor                                | Ottomotor                          |  |
| Motorarbeitsverfahren                                    | Viertakt                               | Viertakt                                | Viertakt                               | Viertakt                                | Viertakt                           | Viertakt                              | Viertakt                           | Viertakt                             | Viertakt                                 | Viertakt                           | Viertakt                                 | Viertakt                                 | Viertakt                           |  |
| Anzahl Zylinder                                          | 4-Zylinder-Reihenmotor, längseingebaut | 4-Zylinder-Reihenmotor, längseingebaut  | 6-Zylinder-V-Motor, längseingebaut     | 6-Zylinder-V-Motor, längseingebaut      | 6-Zylinder-V-Motor, längseingebaut | 6-Zylinder-V-Motor, längseingebaut    | 6-Zylinder-V-Motor, längseingebaut | 8-Zylinder-V-Motor, längseingebaut   | 8-Zylinder-V-Motor, längseingebaut       | 8-Zylinder-V-Motor, längseingebaut | 8-Zylinder-V-Motor, längseingebaut       | 8-Zylinder-V-Motor, längseingebaut       | 8-Zylinder-V-Motor, längseingebaut |  |
| Leistung in kW/PS (Original Angabe in SAE-PS) bei min−1  | (90 SAE-PS)                            | 65–68 kW / 88–92 PS (90, 92, 88 SAE-PS) | 75–78 kW / 102–107 PS (105–107 SAE-PS) | 92 kW / 125 PS (125 SAE-PS)             | 100 kW / 135 PS (135 SAE-PS)       | 184 kW / 250 PS (245 SAE-PS) bei 4300 | 103 kW / 140 PS (140 SAE-PS)       | 121–128 kW / 165–175 PS (165 SAE-PS) | 107–125 kW / 145–170 PS (145–170 SAE-PS) | 140 kW / 190 PS (190 SAE-PS)       | 140–169 kW / 190–230 PS (190–230 SAE-PS) | 165–181 kW / 225–248 PS (225–245 SAE-PS) | 125 kW / 170 PS (170 SAE-PS)       |  |
| Drehmoment in Nm / (Original Angabe in lb-ft/) bei min−1 |                                        |                                         |                                        |                                         | (160 lb-ft)                        | (340 lb-ft) bei 2800                  | 244 Nm (180 lb-ft)                 |                                      | (250 lb-ft)                              | (240 lb-ft)                        | bis 407 Nm (285–300 lb-ft)               | 427–460 Nm (315–345 lb-ft)               | 346 Nm (255 lb-ft)                 |  |
| Höchstgeschwindigkeit                                    |                                        |                                         |                                        |                                         |                                    | 260 km/h                              | 180 km/h (abgeregelt)              |                                      |                                          |                                    |                                          | 235 km/h                                 |                                    |  |
| Beschleunigung von 0–100 km/h                            |                                        | 13,7 s                                  |                                        |                                         |                                    | (0–60 mph 4,6 s)                      | 9,0 s                              | 9,0 s (1982)                         | 10,0 s (1982)                            |                                    |                                          | 6,1 s                                    |                                    |  |
| Viertelmeile                                             |                                        |                                         |                                        |                                         |                                    | 13,4 s bei 163 km/h                   |                                    | 16,6–17,9 s                          |                                          |                                    |                                          |                                          | 14,5–15 s                          |  |
| Stückzahl                                                | 469                                    | 32.525                                  | 98.623                                 | 11.184                                  | 168.407                            | 1.555                                 | 48.754                             | 22.243                               | 231.767                                  | 27.441                             | 79.916                                   | 41.453                                   | 64.420                             |  |
| Bemerkung                                                |                                        |                                         |                                        | nur 1 Exemplar in Deutschland mit 84 kW |                                    | Schätzleistung 300 SAE-PS             |                                    | Auch bekannt als Crossfire           |                                          |                                    |                                          |                                          |                                    |  |

### 1982
Im Frühjahr 1982 kam die 3. Generation des F-Body auf den Markt. Die selbsttragende Karosserie mit großer Glasheckklappe war etwa 200–300 kg leichter, die hinteren Blattfedern wurden durch Schraubenfedern ersetzt und vorne wurde eine veränderte MacPherson-Federbein-Radaufhängung mit Dreiecks-Querlenker verwendet.
Der Firebird basierte auf dem Design von Roger Huget, das bis auf das Jahr 1976 zurückdatiert wird. Die bündig gestaltete aerodynamische Keilform erreichte einen cw-Wert von 0,33. Die Klappscheinwerfer leisteten hierzu ihren Beitrag. Der Chevrolet Camaro mit feststehenden Scheinwerfern blieb hier im Vergleich mit 0,37 hinter dem Pontiac zurück. Statt das Pontiac-Emblem wie in früheren Generationen in die Frontschürze einzufassen, wurden dessen seitliche Konturen als Falz und Wölbung in die Form der Motorhaube eingearbeitet.  Diese Kontur wurde von seitlichen Schlitzen im Stoßfänger akzentuiert, die auch Platz für die vorderen Blinker und den Pontiac-Schriftzug boten. Die vorderen schwarzen Lüftungseinlässe waren nur in einem kleinen Bereich vor dem Motorkühler luftdurchlässig. Der Innenraum mit einzeln angeschraubten Elementen lehnte sich im Aussehen an die Instrumente der Concorde und des Learjet an, verwendete im Vergleich zum Vector W2 jedoch keine echten Flugzeugteile. Außer den üblichen Spoilern, Luftauslässen und Rädern mit größerem Felgendurchmesser erhielt der Trans Am zusätzlich eine asymmetrische Hutze, wie sie auf der Motorhaube des 1980er und 1981er Trans Am Turbo zu finden war. Anstelle der Lichterleiste für den Ladedruck wurde jedoch nur ein Gitter für zusätzliche Ansaugluft angebracht. Ab diesem Jahr gab es keine Motoren von Pontiac mehr. Die Motorisierung reichte vom 2,5-Liter-Vierzylinder mit 67 kW bis zum 5-Liter-Achtzylinder mit 121 kW (165 SAE-PS). Der Einstiegspreis stieg auf 7996 Dollar. Insgesamt wurden 116.366 Fahrzeuge gebaut. 206 Stück davon für den Export.
Für dieses erste Modelljahr der neuen Karosserie versorgte Pontiac werbewirksam die Fernsehserie Knight Rider mit vier schwarzen Trans Ams und einem Kurzauftritt von „Firebird-Girl“ Natalie Carroll. Um das Äußere des futuristischen Wunderautos K.I.T.T. zu erhalten, wurden die Elemente der Frontschürze in einer neuen Variante stärker ausgeprägt. Die seitlichen Schlitze und die Rückleuchten wurden mit getönten Abdeckungen zur Karosserie bündig gemacht und ein Schlitz mit rotem Lauflicht zwischen die versteckten Blinker eingefügt. Im Innenraum wurde das Armaturenbrett und Lenkrad gegen ein raumschiffähnliches Science-Fiction-Cockpit ersetzt. Kurioserweise wird dies gelegentlich auch als flugzeugähnlich beschrieben. Der weltweite Erfolg der Serie verhalf dieser Firebird-Generation auch außerhalb der USA zu zusätzlicher Bekanntheit.

### 1983
Kaum verändert startete das Modelljahr 1983, in dem 74.884 Fahrzeuge gebaut wurden. 523 Stück davon für den Export. Mit Ausnahme des LU5 Motors wurde die Hutze des Trans Am mit einer elektrisch gesteuerter Öffnung versehen und direkt mit dem Luftfilterkasten verbunden. In diesem Jahr wurden Replicas des Daytona 500 Pace Car angeboten. Diese Fahrzeuge erhielten spezielle Grafiken und eine Verkleidung der Unterkanten, glatte Einsätze mit Trans-Am-Gravur anstelle der Lufteinlassattrappen und bis auf die Radmuttern geschlossene Räder.

### 1984
1984 erhöhte Pontiac die Motorleistung, der 5-Liter-Trans-Am hatte 140 kW (190 SAE-PS), das 8349 Dollar teure Basismodell des Firebird über 125 SAE-PS. Mit diesem Motorenangebot baute Pontiac 128.304 Fahrzeuge. 520 Stück davon für den Export.
Bis auf die Räder und spezielle Grafiken waren die äußerlichen Extras des vorjährigen Pace Cars für den Trans Am lieferbar. Wie bei mehreren anderen Pontiac-Fahrzeugen dieses Jahres standen neue Räder zur Auswahl, deren Radscheiben mit 15 in 5 Gruppen angeordneten Durchbrüchen und einer Pontiac-Gravur geschmückt waren. Für die WS6-Option gab es 15" × 7" Räder mit konkaver Radscheibe und zweifarbiger Lackierung in Gold und Anthrazit. Der „15th Anniversary Trans Am“ erhielt die konvexe Variante in 16" x 8" mit silberner Felge und weißer Radscheibe mit Reifen der Größe 245/50 VR16.
Es entstand 1984 außerdem eine Firebird-Studie als Kombi, die jedoch nicht in Serie gebaut wurde.

### 1985
Beim Trans Am wurde die Karosserie an Details wie Front- und Heckpartie für einen geringeren Luftwiderstand verändert und Nebelscheinwerfer eingefügt. Die Motorhaube verlor die asymmetrische Hutze und bekam vier Belüftungsöffnungen. Der S/E bekam nur die zwei vorderen dieser Belüftungsöffnungen. Bei den Details im Innenraum wurde das Design mit separat eingeschraubten Elementen verworfen und gegen große abgerundete und geschlossene Flächen ersetzt. Jedoch erinnerte der Wahlhebel des Automatikgetriebes an den Schubhebel eines Flugzeuges. Dieses Design bestimmte dann auch das Aussehen der nachfolgenden Modelle. Das Standardmodell erhielt schwarze aufgeschraubte Stoßfängerschutzstreifen an allen vier Fahrzeugkanten. 95.880 Fahrzeuge wurden gebaut, 322 Stück davon für den Export.

### 1986
Dies markierte das letzte Jahr für den Firebird S/E und auch den L69 Motor. Insgesamt wurden 110.459 Fahrzeuge gebaut, 403 Stück davon für den Export.

### 1987
1987 brachte Pontiac die Cabrio-Variante der dritten Firebird-Generation auf den Markt. Allerdings wurde die Modellpalette eingeschränkt – es gab nur noch das Standardmodell ab 10.359 Dollar und den Trans Am ab 13.259 Dollar. Neu wurde das Modell Formula angeboten, welches die Motorhaube des Trans Am vom Modelljahr 1982–1984 erhielt, deren Öffnung jedoch verschlossen wurde und deren Hutze somit nur als Platz für die Aufkleber mit Angaben über Hubraum und Einspritzanlage diente. Jedoch entfiel die innere Verbindung zum Luftfilterkasten. Insgesamt wurden 88.612 Fahrzeuge gebaut.
Im Jahre 1987 wurde außerdem erstmals der Trans Am GTA mit dem 5,7-Liter-Motor (225 SAE-PS) gebaut. GTA steht für „Gran Turismo Americano“ und war bis dahin der sportlichste und leistungsstärkste Trans Am. So warb General Motors damals für die neue GTA-Variante mit dem Slogan: „Trans Am GTA – 5,7 donnernde Liter eines legendären, ultra-ernsthaften Sportcoupés.“ Die Pontiac-Entwickler steckten in das Firebird-Coupé einfach alle Sonderausstattungen, die erhältlich waren. Solche Ausstattungen konnten für einen Trans Am oder Firebird Formula aber auch einzeln bestellt werden, jedoch mit Ausnahme von drei entscheidenden, nur dem GTA vorbehaltenen Extras: spezielle Sportsitze mit elektrisch verstellbaren Lehnenwülsten und Lordosenstütze, die optionale digitalen LCD-Anzeigeninstrumente und goldfarbene, 16 Zoll große Leichtmetallräder im BBS-Look. Letztere gab es Jahre später auch nur in schwarz als Standard für den normalen Trans AM und als wenig bekannte Option für den Formula.
Der Rest an serienmäßigen GTA-Details war in den USA auch einzeln als Sonderausstattung erhältlich: der 5,7-Liter-V8 (nur für Firebird Formula), Sperrdifferenzial und Scheibenbremsen für die hintere Starrachse, ein Ölkühler sowie das WS6-Performance-Fahrwerk mit härteren Federn, dicke Stabilisatoren, Gasdruck-Stoßdämpfer und Goodyear-Eagle-„Gatorbacks“-Reifen der Größe 245/50 VR 16 auf acht Zoll breiten Leichtmetallrädern. Das waren 1987 auch in Deutschland verhältnismäßig sehr breite Reifen für ein Serienfahrzeug; ein BMW 635 CSi hatte zum Vergleich vergleichsweise schmale 205/70 R14-Reifen. Den 5,7-Liter-Motor gab es auch im GTA ausschließlich mit Viergang-Automatik. Die herausnehmbaren T-Roof-Dachhälften gab es zunächst ebenfalls nicht.

Von der US-Fachpresse kamen durchweg positive Kritiken zum Trans Am GTA. 
So schrieb zum Beispiel das Magazin Street Machine: „Die perfekte „Street Machine“ ist zwar bis heute noch nicht gebaut, aber der Trans Am GTA kommt der Sache schon ziemlich nahe. Die Kraft setzt weich, aber nachhaltig ein. Der GTA beschleunigt beinahe so schnell wie eine Corvette. Auch das Handling ist Corvette-like – zu einem wesentlich günstigeren Preis.“

Unter anderem das schnörkellose, sich eher am europäischen Geschmack orientierende Design zog die US-Autojournalisten in seinen Bann.

Das Super Stock & Illustrated Magazine schrieb: „Der Pontiac Firebird Trans AM GTA ist Amerikas attraktivstes Musclecar – innen wie außen.“

Und die Fachzeitschrift Performance Cars konstatierte: „Stelle einen roten Firebird, besonders den GTA, vor einen Auto-Enthusiasten, und sogar der Hochnäsigste wird zugeben müssen: Er ist verdammt aufregend.“
Ein Grund für die Aufregung waren auch die relativ guten Fahrleistungen des GTA. Das Coupé beschleunigte von 0 auf 60 Meilen (96 km/h) in 6,8 Sekunden und erreichte eine Höchstgeschwindigkeit von über 225 km/h. Das relativ niedrige Wagengewicht (1585 Kilogramm), der kräftige Motor und vor allem die gute Traktion ermöglichten diese respektablen Daten – speziell im direkten Vergleich mit den deutlich schwächeren Trans-Am-Vorgängern.

### 1988

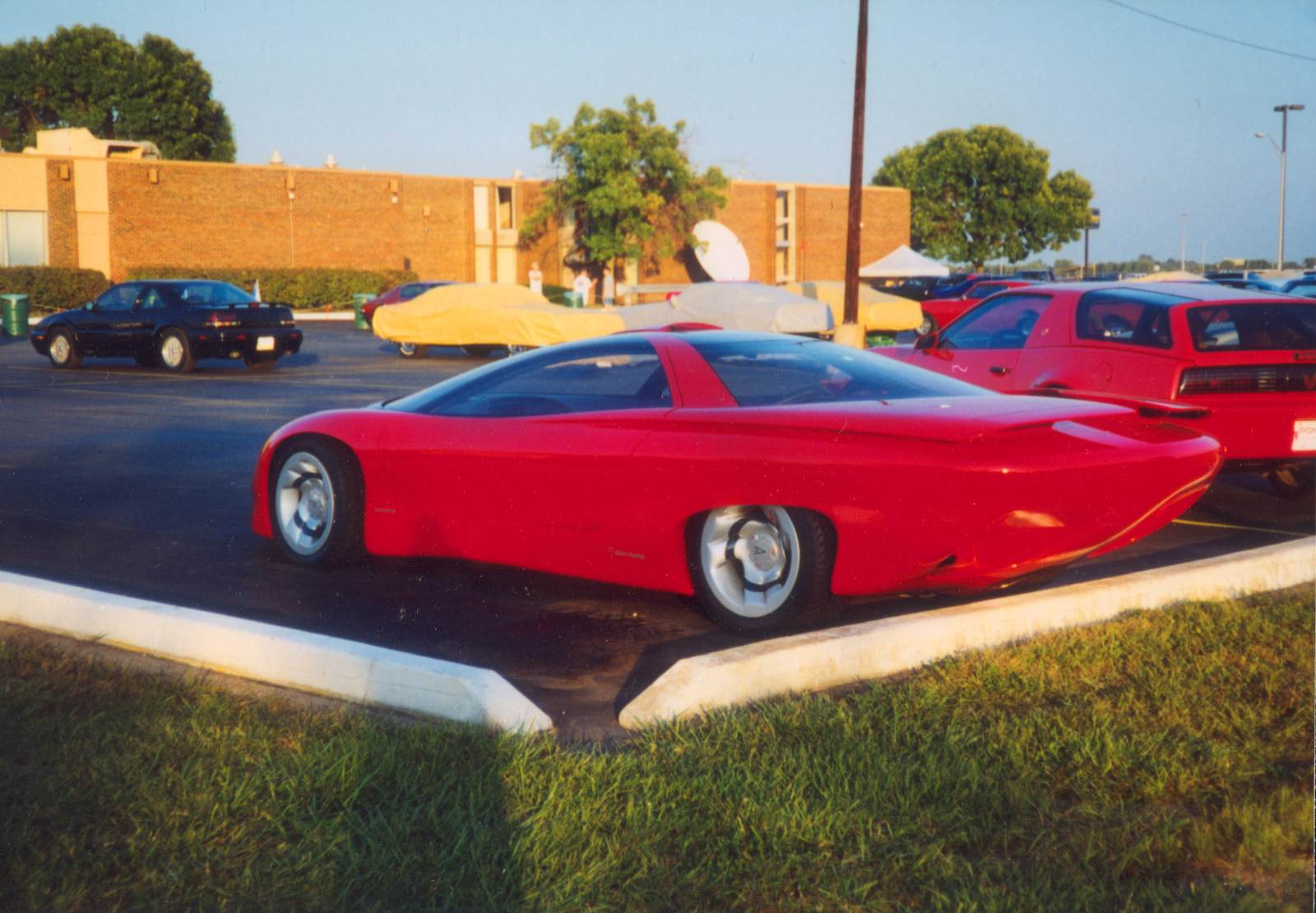
1988er Pontiac Banshee IV Designstudie, welche die letzten Jahre der 3. und ersten Jahre der 4. Generation beeinflusste. Rechts davon die 1984er Studie als Kombi

Im Jahr 1988 wurde der 86-mph-Tacho (138 km/h) durch einen 120-mph-Tacho (193 km/h) ersetzt. Außerdem erhielt der Firebird neue Räder. Die Motorisierung reichte vom 2,8-Liter-Motor mit 99 kW (135 SAE-PS) bis zum 5,7-Liter-Motor mit 165 kW (225 SAE-PS). Insgesamt wurden 62.467 Fahrzeuge gebaut, 626 Stück davon für den europäischen Export.

### 1989

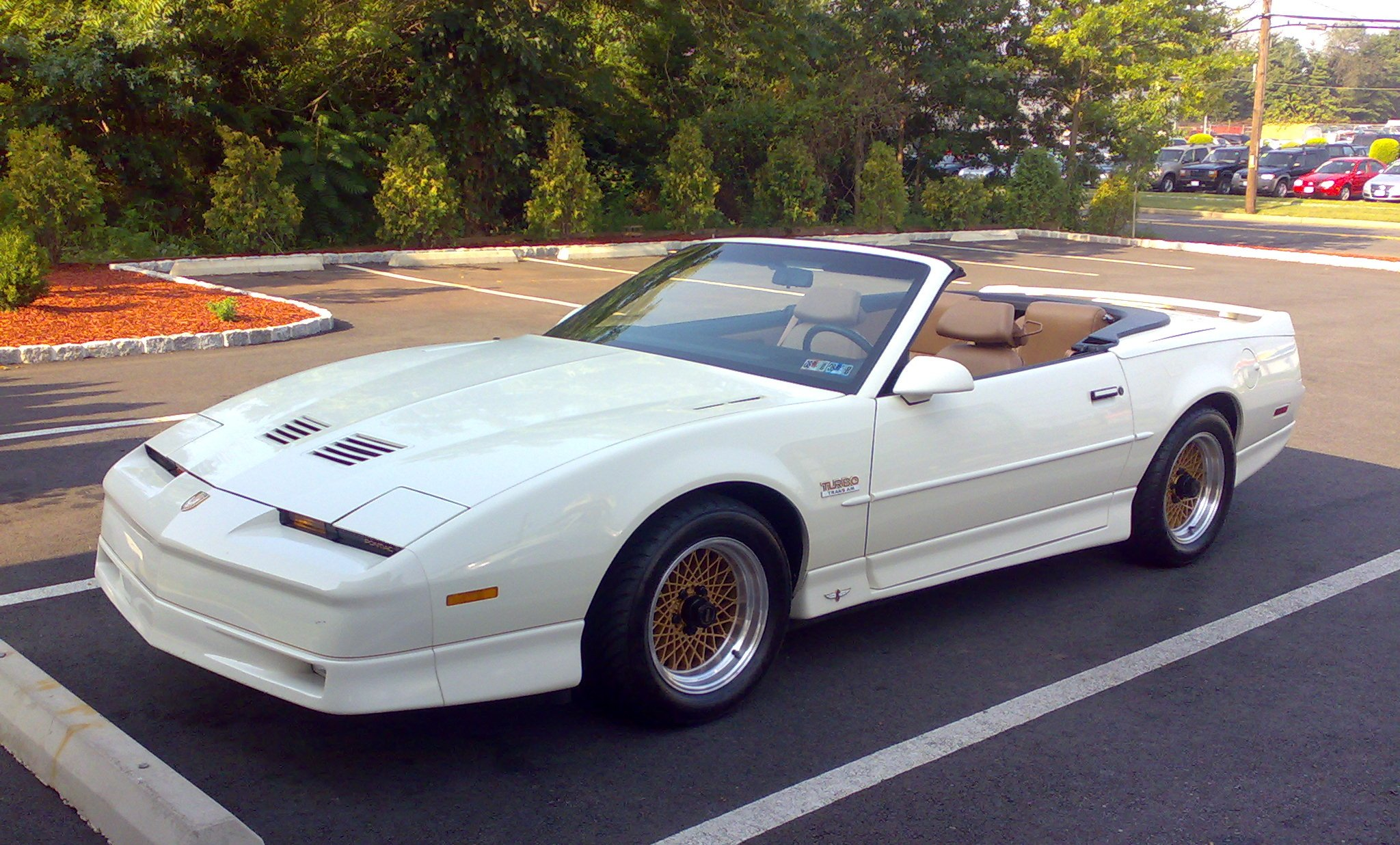
1989 Pontiac Firebird Turbo Trans Am Convertible

Das 1989 folgende Fahrzeug blieb äußerlich praktisch unverändert. Unter der Haube erhielten die V8-Motoren jedoch die Option für eine Abgasanlage mit zwei Katalysatoren für etwa 13 % mehr Leistung. Standard für die Werksoption 1LE, die viele weitere Optimierungen für sportliches Fahren brachte. Die Produktionszahl belief auf 64.404 Exemplare, 1213 Stück davon für den europäischen Export. Der 1989er Indianapolis 500 Pace Car Trans Am erhielt zum 20. Jahrestag seiner Gründung einen Buick-Motor. Es war der turboaufgeladene 3,8-Liter-V6 aus dem Buick Grand National und Buick GNX. Laut Hersteller leistete er nur 250 SAE-PS. Damit war das Pace Car zu dieser Zeit der schnellste Firebird, der je verkauft wurde. Pontiac baute nur rund 1500 weiße Exemplare mit brauner Innenausstattung.

### 1990
Auch 1990 erfuhr der Firebird keinerlei Veränderungen. Für das Basismodell konnte jetzt jedoch noch die Verkleidung der Unterkanten des Trans-Am bestellt werden. Die Stückzahlen sanken weiter auf nur noch 20.553 Fahrzeuge, mindestens 339 Stück davon für den europäischen Export. Mitte 1990 folgte dann der überarbeitete Firebird mit der ihm typischen Frontpartie, die bis Ende 1992 beibehalten wurde. Das Motorenangebot reichte vom 3,1-Liter-Motor mit 103 kW (140 SAE-PS) bis zum 5,7-Liter-Motor mit 182 kW (247 SAE-PS) im Trans Am GTA. Der Pontiac Firebird erhielt 1990 seinen ersten Airbag. Damals war die Technik noch ziemlich sperrig, und Pontiac musste eine neue Lenksäule und ein Lenkrad mit seitlich angebrachten Hupenknöpfen entwerfen. GM besaß zu dieser Zeit Lotus, und das neue mit Airbag ausgestattete Lenkrad des Firebird erschien auch im Lotus Esprit.

### 1991
Das 1991er-Modell wurde in 50.247 Exemplaren gebaut, davon acht Formula mit der Werksoption B4U, ein Homophon für „Before you“, englisch für „Vor Dir“. Diese auf 250 Stück limitierte Konversion wurde von SLP (die Abkürzung steht für Street Legal Performance) durchgeführt und als Formula Firehawk vermarktet. Sie beinhaltete als Hauptmerkmale einen 5,7-Liter-Motor mit 261 kW (350 SAE-PS) bei 5500/min und 529 Nm (390 lb-ft) bei 4400/min mit (höherer) Drehzahlbegrenzung bei 6000/min, ein Sechsgang-Schaltgetriebe von ZF, 275/40 R17 Firestone-Firehawk-Bereifung, 1" kürzere progressive Fahrwerksfedern von Eibach und bessere  Gasdruckdämpfer. Optional gab es hierzu vorne Brembo-Bremszangen mit vier Kolben ähnlich denen des Ferrari F40, passende gelochte 13"-Bremsscheiben, Recaro-Sitze mit 5-Punkt-Gurten, Tausch der Rückbank gegen einen Überrollbügel und eine Motorhaube aus Aluminium. Für dieses Modelljahr wurden 2560 Stück für den europäischen Export gebaut.

### 1992
Kaum verändert folgte der Jahrgang 1992 als letzter Vertreter der dritten Generation mit einer Produktion von 27.567 Fahrzeugen, 1327 Stück davon für den europäischen Export. Von den restlichen 17 Firehawks wurden drei mit 6-Liter-Motor aus Aluminium gebaut. Zum Höhenausgleich wurden die vorderen Federn des 1989 Turbo TA verwendet.

### Galerie

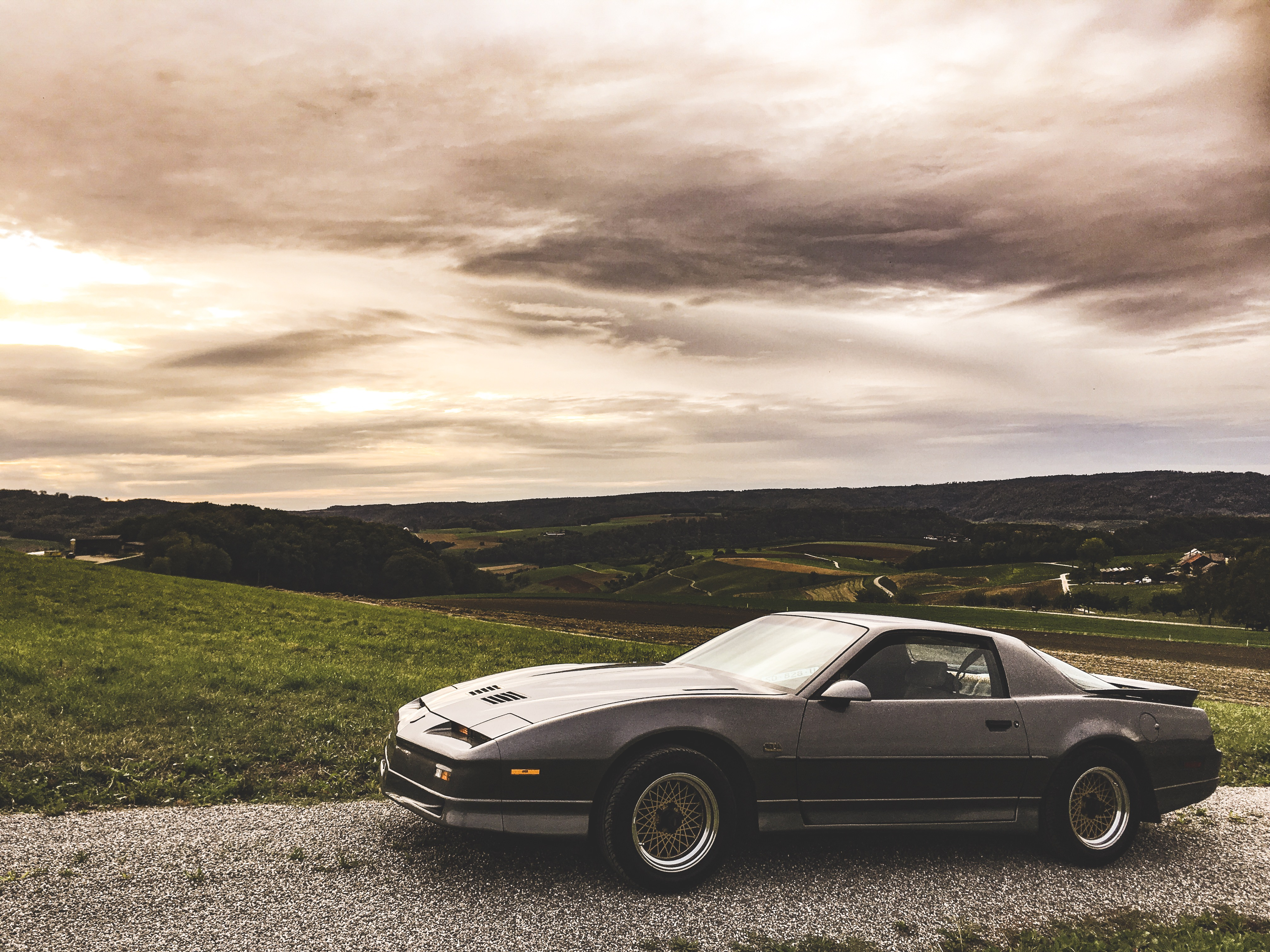
Schweizer Version des Trans Am GTA (1989)
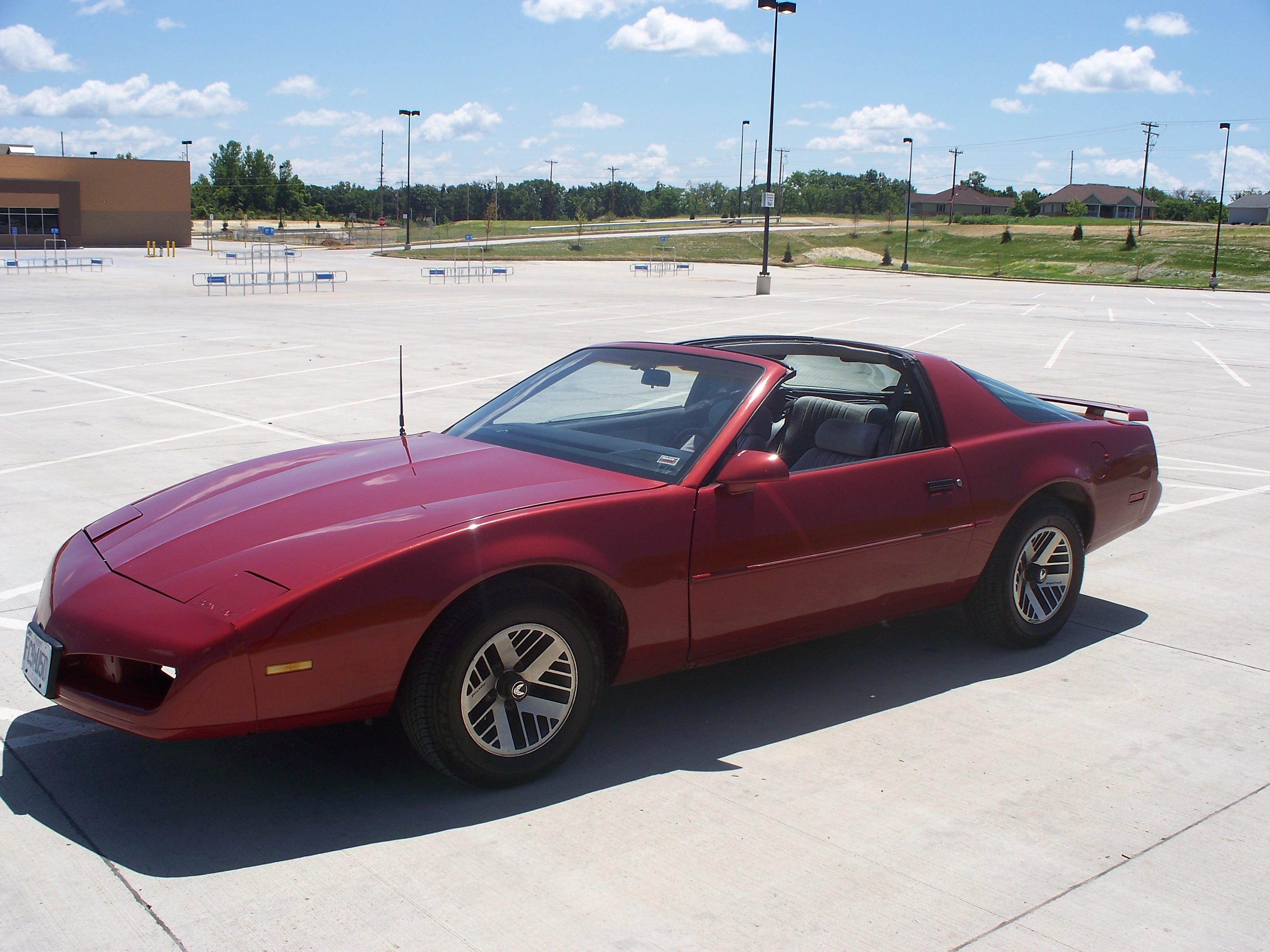
Amerikanische Version des Pontiac Firebird Coupé mit der für ab Ende 1990 neuen Front und Spoileroption D80 als Standard
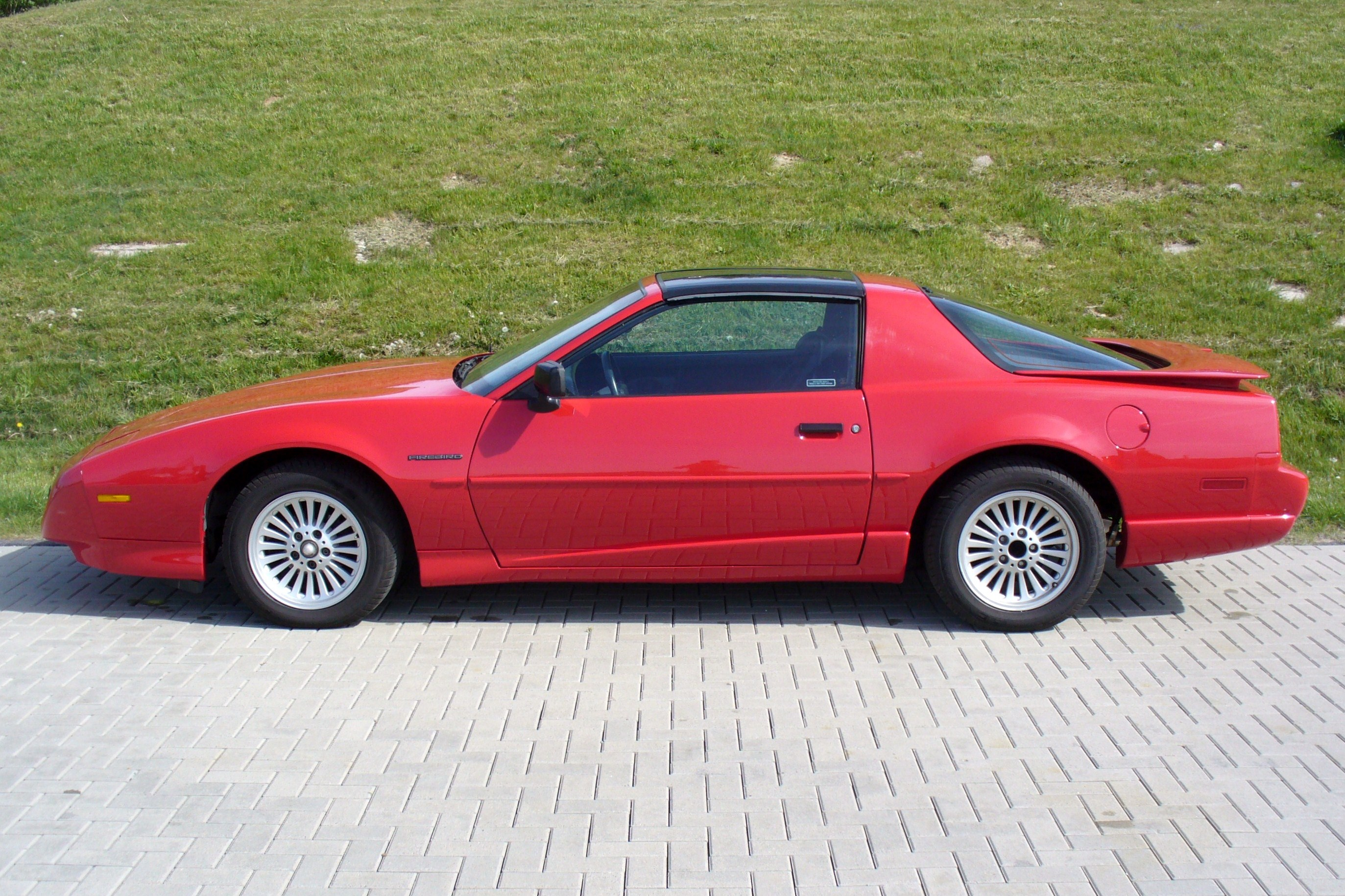
Deutsche Variante des Pontiac Firebird Coupé, welches meist mit SAP und dem für 1991–1992 typischen Spoiler des T/A und Formula ausgeliefert wurde (Räder nicht original)
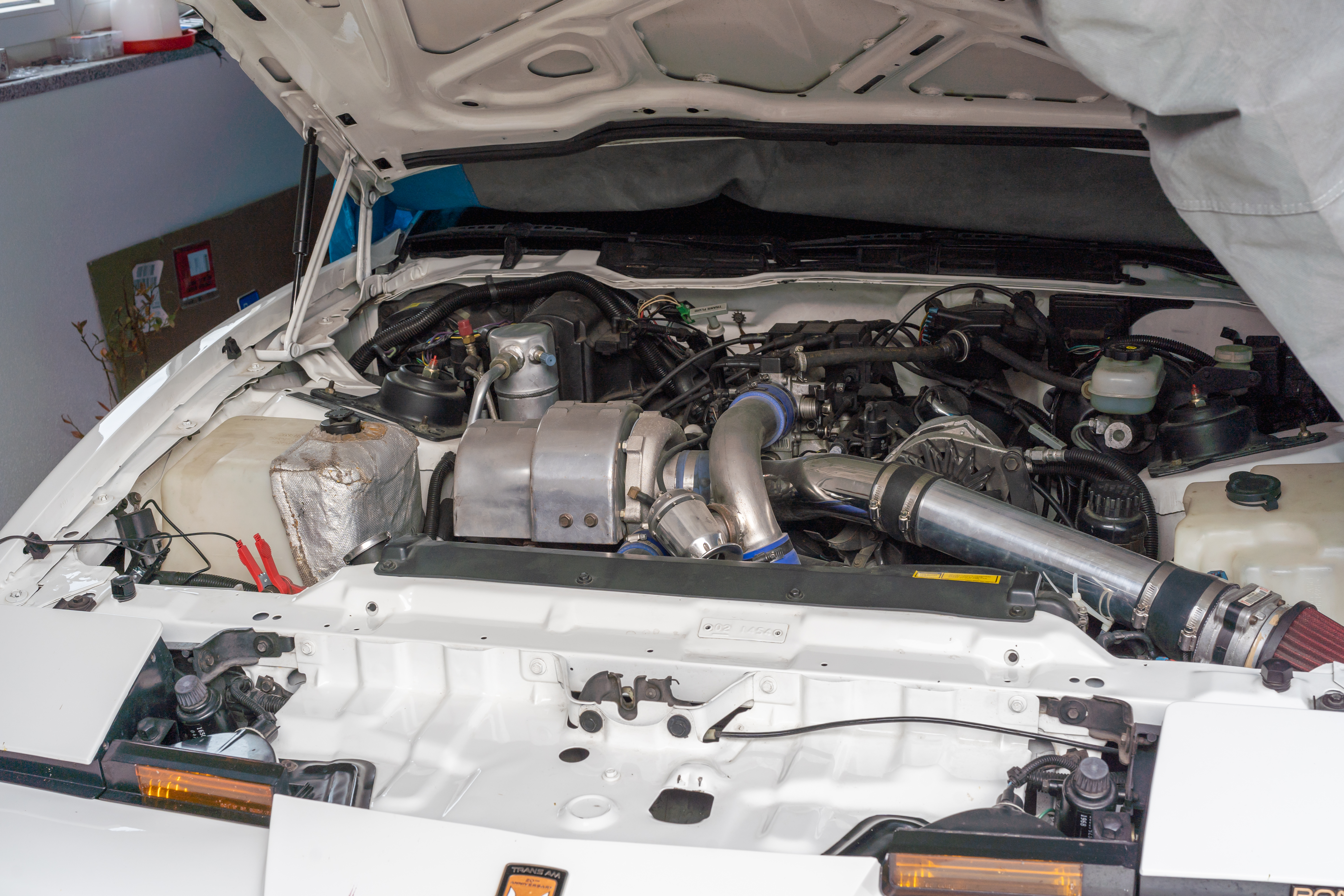
Motorraum des Turbo TA mit vom Besitzer vergrößertem Ansaugrohr mit passendem LMM vom LS1 sowie größerem aber originalgetreuem Luftfilter (Größerer Turbolader nicht sichtbar)
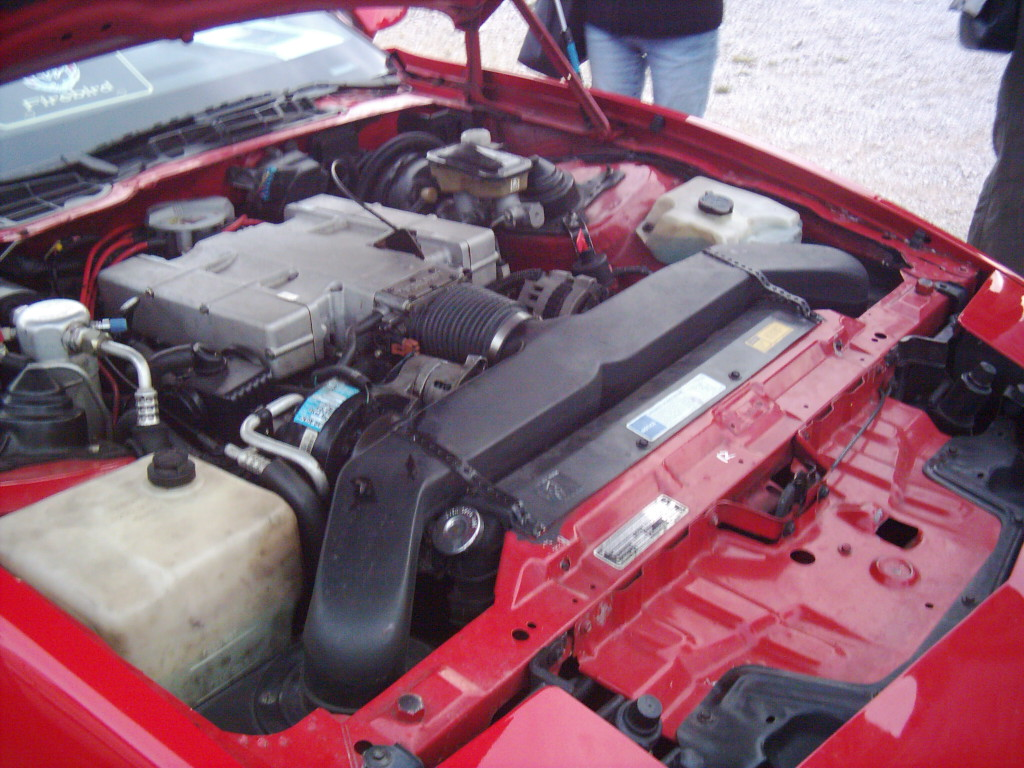
Motorraum eines Firehawk der 3. Generation mit den typischen zwei Luftfilterkästen

### Preisentwicklung 1982–1992
Der Listenpreis bezieht sich auf die jeweils kleinste Motorisierung ohne weitere Optionen. In der hellblauen Spalte die gerundeten Preise nach Bereinigung der Inflation (mit Stand 2021) und Umrechnung zum aktuellen Wechselkurs von USD in EURO für jeweils das erste und letzte Modelljahr, in dem die Variante erschien.
| Typ oder Option       | ca. Preis 2025 in EUR | 1982  | 1983   | 1984   | 1985   | 1986   | 1987   | 1988   | 1989   | 1990   | 1991   | 1992   | ca. Preis 2025 in EUR |
| --------------------- | --------------------- | ----- | ------ | ------ | ------ | ------ | ------ | ------ | ------ | ------ | ------ | ------ | --------------------- |
| Basis Coupé R4        | 22.200                | 7.996 | 8.399  | 8.349  | 8.763  | 9.279  |        |        |        |        |        |        | 22.700                |
| Basis Coupé V6        | 22.600                | 8.121 | 8.549  | 8.724  | 9.013  | 9.629  | 10.359 | 10.999 | 11.999 | 11.320 | 12.690 | 12.505 | 23.900                |
| Basis Cabriolet V6    | 37.800                |       |        |        |        |        |        |        |        |        | 19.159 | 19.375 | 37.100                |
| Basis Coupé V8        | 25.900                |       |        |        |        |        |        | 11.399 | 12.399 | 11.670 | 13.040 | 12.874 | 24.600                |
| Basis Cabriolet V8    | 38.400                |       |        |        |        |        |        |        |        |        | 19.509 | 19.744 | 37.800                |
| SE Coupé V6           | 26.800                | 9.624 | 10.322 | 10.649 | 11.063 | 11.995 |        |        |        |        |        |        | 29.400                |
| SE Coupé V8           | 27.300                | 9.819 | 10.397 | 10.849 | 11.263 | 12.395 |        |        |        |        |        |        | 30.400                |
| Formula Coupé V8      | 25.900                |       |        |        |        |        | 11.429 | 11.999 | 13.999 | 14.610 | 15.530 | 16.205 | 31.000                |
| Trans Am Coupé V8     | 26.900                | 9.658 | 10.396 | 10.699 | 11.113 | 12.395 | 13.259 | 13.999 | 15.999 | 16.510 | 17.530 | 18.105 | 34.600                |
| Trans Am Cabriolet V8 | 45.300                |       |        |        |        |        |        |        |        |        | 22.980 | 23.875 | 45.700                |
| Trans Am GTA Coupé V8 | 37.700                |       |        |        |        |        | 15.959 | 19.299 | 20.399 | 23.320 | 24.530 | 25.880 | 49.500                |

Quelle:

## 4. Generation (1993–2002)

### Angebotene Motoren und weitere Daten der 4. Generation
| Motorcode                       | L32                                | L36                                | LT1                                | LS1                                |
| ------------------------------- | ---------------------------------- | ---------------------------------- | ---------------------------------- | ---------------------------------- |
| Bauzeitraum                     | 1993–1995                          | 1995–2002                          | 1993–1997                          | 1998–2002                          |
| Hubraum                         | 3,4 Liter                          | 3,8 Liter                          | 5,7 Liter                          | 5,7 Liter                          |
| Motorart                        | Ottomotor                          | Ottomotor                          | Ottomotor                          | Ottomotor                          |
| Motorarbeitsverfahren           | Viertakt                           | Viertakt                           | Viertakt                           | Viertakt                           |
| Anzahl Zylinder                 | 6-Zylinder-V-Motor, längseingebaut | 6-Zylinder-V-Motor, längseingebaut | 8-Zylinder-V-Motor, längseingebaut | 8-Zylinder-V-Motor, längseingebaut |
| Leistung in kW/SAE-PS bei min−1 | 109 kW (148 SAE-PS)                | 144 kW (196 SAE-PS)                | 198–205 kW (269–279 SAE-PS)        | 224–242 kW (305–329 SAE-PS)        |
| Höchstgeschwindigkeit           |                                    |                                    |                                    | 260 km/h                           |
| Beschleunigung von 0–100 km/h   |                                    |                                    |                                    | 5,0 s                              |
| Viertelmeile                    |                                    |                                    |                                    | 12,9–13,9 s                        |

### 1993
Die Einführung der vierten und letzten Generation erfolgte Anfang 1993.
Das markante eckige Äußere des Firebird wurde dem Zeitgeist angepasst. Die Karosserie war deutlich rundlicher und moderner gestaltet. Die neue Generation wurde von Grund auf neu entwickelt, er war etwas länger (plus 15 mm), höher (plus 22 mm) und breiter (plus 43 mm) als der Vorgänger. Die Windschutzscheibe war mit einem Winkel von 68 Grad (vorher 62 Grad) noch flacher, getönte Scheiben waren Serie. Der Kofferraum öffnete sich wie beim Vorgänger mit einer großen Klappe, welche mit der Heckscheibe hochschwenkte und einen integrierten Spoiler besaß.
Unter der Oberfläche ging man nicht ganz so weit, beispielsweise wurde der Fahrzeugboden und die komplette Hinterachse – wenn auch leicht überarbeitet – von der dritten Generation übernommen. Viele Anbauteile bestanden aus einem Kompositverbundwerkstoff, lediglich die Motorhaube und die hinteren Seitenwände waren aus Stahlblech. Die Vorderradaufhängung bestand aus unterschiedlich langen Querlenkern, hinten wurde die bekannte Mehrlenker-Hinterachse verwendet. Airbags für Fahrer und Beifahrer waren Serie, ebenso ein Antiblockiersystem (ABS) sowie eine Diebstahlwarnanlage.
Das erste Modelljahr gab es nur als Coupé, das Cabriolet wurde erst ab 1994 angeboten. Der neue Firebird erhielt an der Vorderachse Scheibenbremsen, hinten Trommelbremsen, Formula und Trans Am hatten an allen Rädern Scheibenbremsen. Den Firebird gab es als Basis-Version, Formula und Trans Am.
Als Motoren waren in diesem Modelljahr ausschließlich der 3,4-Liter-V6-Motor mit 160 SAE-PS bei 4600/min für den Basis-Firebird und der 5,7-Liter-V8-Motor mit 270 SAE-PS für den Formula und den Trans-Am verfügbar, den V6 gab es für die beiden letztgenannten Versionen nicht. Dieser LT1-Motor stammte aus der Corvette C4, für die er mit offiziellen 220 kW (300 SAE-PS) angegeben wurde. Der Trans Am und der Formula waren serienmäßig mit einem manuellen 6-Gang-Getriebe ausgestattet. Eine schlüssellose Zentralverriegelung war beim Trans Am Serie und konnte gegen Aufpreis bei den anderen Varianten bestellt werden.
Die Preise begannen bei 14.485 Dollar in den USA. In diesem Jahr wurden lediglich 14.112 Fahrzeuge gebaut.

### 1994
Für 1994 blieb der Firebird praktisch unverändert, zusätzlich war auch ein Cabrio als Basis oder Formula verfügbar. Von den insgesamt 45.782 gebauten Fahrzeugen entfielen 805 auf die offene Variante. Die Auspuffanlage wurde komplett in Edelstahl ausgeführt. Vom Trans Am gab es in diesem Jahr eine GT-Serie, die als Coupé oder Cabrio bestellbar war. Die Leistung des 5,7-Liter stieg auf 275 SAE-PS.
Die Firma SLP Engineering fertigte nach 1991 abermals 250 modifizierte Firebird Formula Coupés und verkaufte diese Fahrzeuge unter dem Namen Firehawk. Der 5,7-Liter-Motor des Formula leistete in dieser Version 300 SAE-PS.

### 1995
Das nachfolgende Modelljahr brachte ebenfalls keine großen Veränderungen. Die GT-Serie entfiel und das Cabriolet war als Trans Am verfügbar. Die Fahrzeuge mit V8 hatten eine Traktionskontrolle und Ganzjahresreifen im Format P245/50ZR16, die mit V6 nur Reifen in P215/60R16. 1995 wurden 50.986 Fahrzeuge gebaut.

### 1996
Im Jahr 1996 gab es erneut mehr Motorenleistung: Der kleinere Motor mit 3,4 Liter Hubraum wurde eingestellt; der neu angebotene 3,8-Liter-V6 leistete 200 SAE-PS und der 5,7-Liter-V8 nun 285 SAE-PS. Es wurden 30.937 Exemplare gebaut.

### 1997
Für das Modelljahr 1997 blieb der Firebird wieder weitgehend unverändert. Der Absatz lag mit 32.692 Fahrzeugen im üblichen Rahmen.

### 1998
Mitte 1998 erhielt der Firebird ein Facelift; die auffälligsten Merkmale waren unter anderem eine neue Frontpartie und neue Heckleuchten. Der Formula war nicht mehr als Cabriolet bestellbar, dafür konnte der Kunde aber die R7Q 1LE-Entfallposition als Preisvorteil für 1125 USD wählen. Diese reduzierte den Kaufpreis in dem Serienausstattungen weggelassen wurden und aus dem Formula eine Straßenrennmaschine machten.
In der Trans Am-Version hatte der Firebird mehr Leistung; 305 SAE-PS beim 5,7-Liter-V8, und in Verbindung mit dem sogenannten „WS 6 Ram Air Package“ für 3100 USD leistete der Motor sogar offiziell 320 SAE-PS. Dieser „LS1-Motor“ stammte aus der Corvette C5; dort wurde jedoch eine Leistung von 350 SAE-PS angegeben. Testergebnisse der Zeitschrift Hot Rod vom Mai 1998 ergaben allerdings, dass der LS1 im F-Body (mit offiziellen 305 SAE-PS) eine absolut gleiche Leistung wie der Y-Body-LS1 der Corvette C5 hat (eben mit offiziellen 350 SAE-PS).

### 1999
Die bisher den V8 vorbehaltene Traktionskontrolle war auch beim V6 Serie. Darüber hinaus erhielten alle Firebird und Trans Am eine schlupfreduzierende „Torsen II“-Hinterachse.
Im Jahr 1999 gab es zum 30-jährigen Jubiläum des Firebird wieder eine auf 1500 Stück limitierte Sonderedition. Das Cabrio des WS6 Ram Air war auf 500 Stück begrenzt. In der Farbe Schwarz und ausschließlich mit Handschaltung wurde dieser WS6 nur 193 Mal gebaut und ist heute eine Rarität.

### 2000
Der Firebird erfüllte erstmals mit allen Modelle die in Kalifornien geltenden Abgasvorschriften. In vorangegangenen Jahren gab es immer Motorvarianten, die ausschließlich in Kalifornien verfügbar waren. Der Firebird erhielt Verankerungen für Kindersitze. Die Formula- und Trans Am-Modelle hatten das WS6-Paket serienmäßig.

### 2001
Auch 2001 gab es abermals ein Sondermodell: den Pontiac Firebird Formula WS6 Ram Air mit dem 5,7-Liter-V8 Motor und einer Leistung von 325 SAE-PS, dem die 310 SAE-PS gegenüber standen. Dieses Modell war offiziell der leistungsstärkste Pontiac Firebird Trans-Am, der jemals serienmäßig gebaut wurde. Am 25. September 2001 wurde bekannt gegeben, dass die Produktion nach 30 Jahren eingestellt wird.

### 2002
Zum Produktionsende der vierten Modellgeneration im Sommer 2002 wurden die Sondermodelle der „Collector’s Edition“ (CE) herausgebracht. Sie waren vor allem an der gelben Lackierung und den Vinyl-Aufklebern an Front, Seite und Heck zu erkennen, das Cabriolet hatte ein schwarzes Verdeck.
Die Produktion der vierten Generation wurde auf Grund immer weiter sinkender Verkaufszahlen eingestellt. Ein weiterer Grund war in der veralteten F-Body-Plattform zu finden. Die Bodengruppe war nicht mehr zeitgemäß und hätte von Grund auf neu konstruiert werden müssen. Da GM keinen Markt sah, erfolgte die Einstellung des Firebird und des Schwestermodells Camaro.

### Galerie

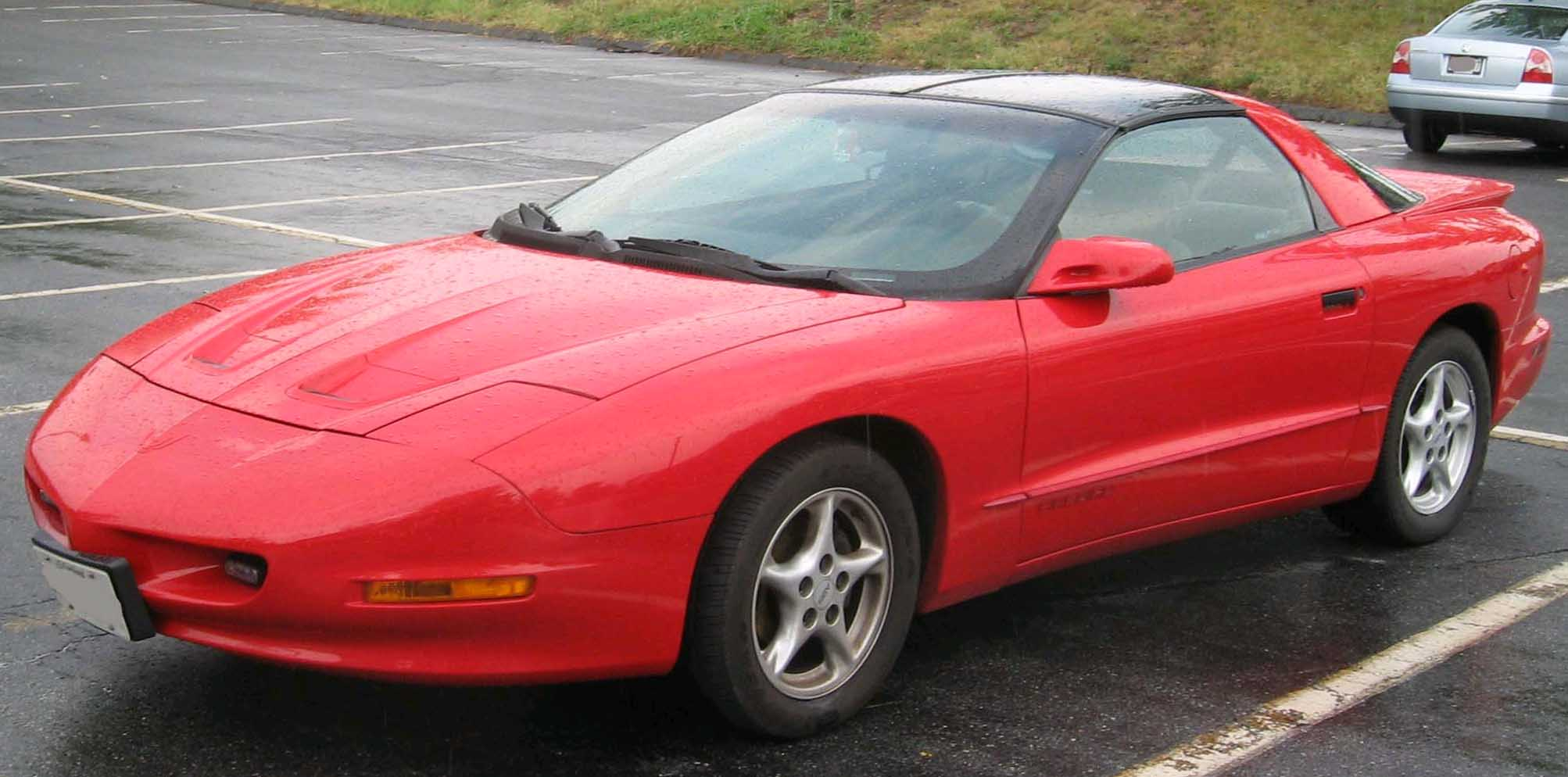
1993–1997 Pontiac Firebird
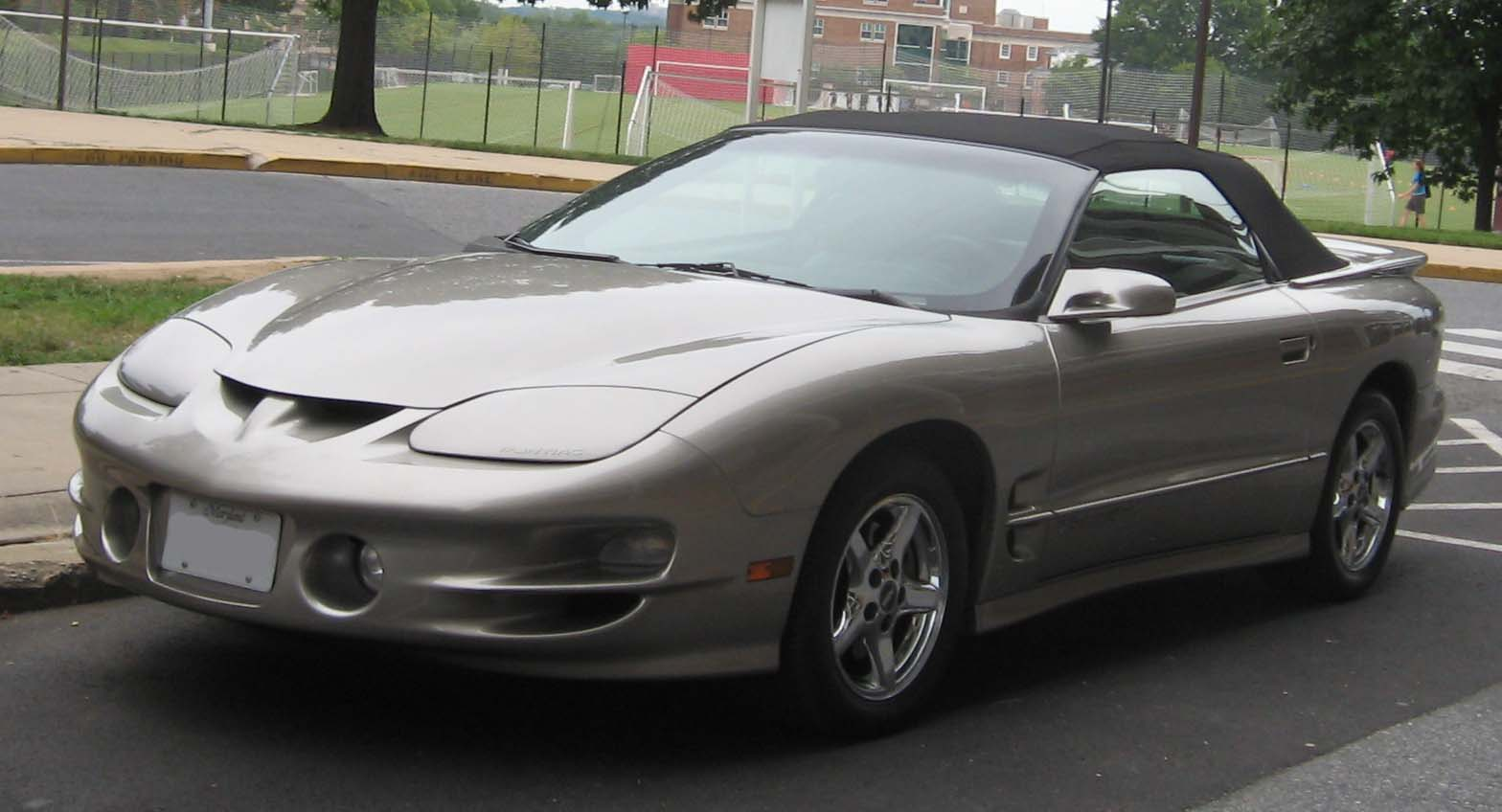
1998–2002 Pontiac Firebird Cabriolet
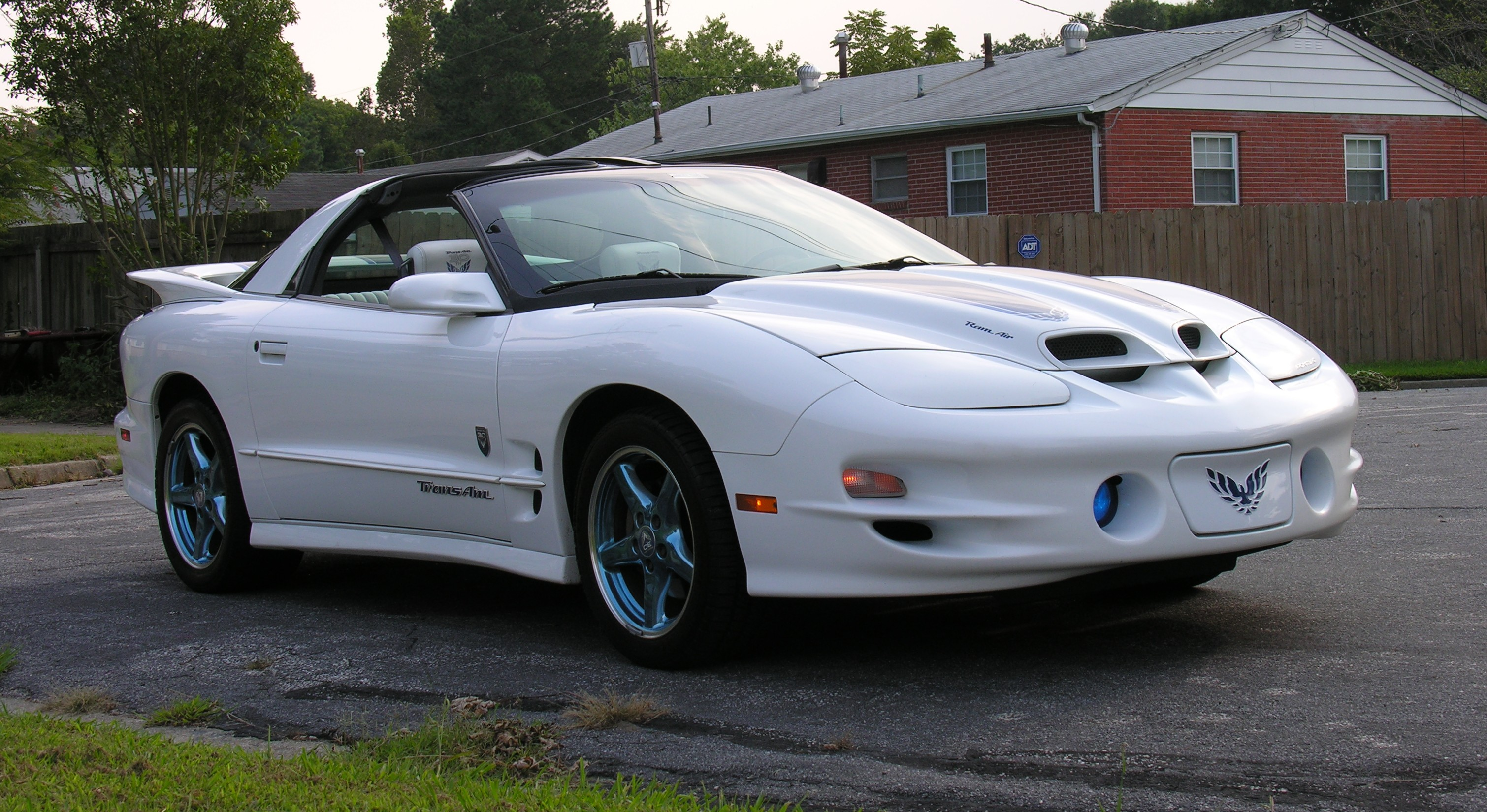
1998–2002 Pontiac Trans Am Coupé, hier Sondermodell "30th Anniversary Trans Am"

### Preisentwicklung 1993–2002
Der Listenpreis bezieht sich auf die jeweils kleinste Motorisierung ohne weitere Optionen. In der hellblauen Spalte die gerundeten Preise nach Bereinigung der Inflation (mit Stand 2021) und Umrechnung zum aktuellen Wechselkurs von USD in EURO für jeweils das erste und letzte Modelljahr, in dem die Variante erschien.
| Typ oder Option          | ca. Preis 2025 in EUR | 1993   | 1994   | 1995   | 1996   | 1997   | 1998   | 1999   | 2000   | 2001   | 2002   | ca. Preis 2025 in EUR |
| ------------------------ | --------------------- | ------ | ------ | ------ | ------ | ------ | ------ | ------ | ------ | ------ | ------ | --------------------- |
| Basis Coupé V6           | 26.000                | 13.995 | 13.995 | 15.359 | 15.614 | 17.649 | 18.540 | 18.700 | 18.700 | 18.855 | 20.090 | 30.000                |
| Basis Cabriolet V6       | 38.400                |        | 21.179 | 22.439 | 22.444 | 23.559 | 24.830 | 25.320 | 25.320 | 25.475 | 27.005 | 40.300                |
| Formula Coupé V8         | 33.400                | 17.995 | 17.995 | 19.599 | 19.464 | 21.179 | 23.390 | 23.600 | 23.600 | 24.035 | 26.035 | 38.800                |
| Formula Cabriolet V8     | 44.000                |        | 24.279 | 25.629 | 25.284 | 26.949 |        |        |        |        |        | 45.100                |
| Trans Am Coupé V8        | 39.700                | 21.395 | 19.895 | 21.569 | 21.414 | 23.339 | 26.500 | 26.710 | 26.710 | 27.145 | 28.065 | 41.900                |
| Trans Am Cabriolet V8    | 48.700                |        |        | 27.639 | 27.364 | 28.899 | 30.240 | 30.780 | 30.780 | 21.215 | 32.135 | 47.900                |
| Trans Am GT Coupé V8     | 38.700                |        | 21.395 |        |        |        |        |        |        |        |        | 38.700                |
| Trans Am GT Cabriolet V8 | 48.000                |        | 26.479 |        |        |        |        |        |        |        |        | 48.000                |

## Neuer Trans Am

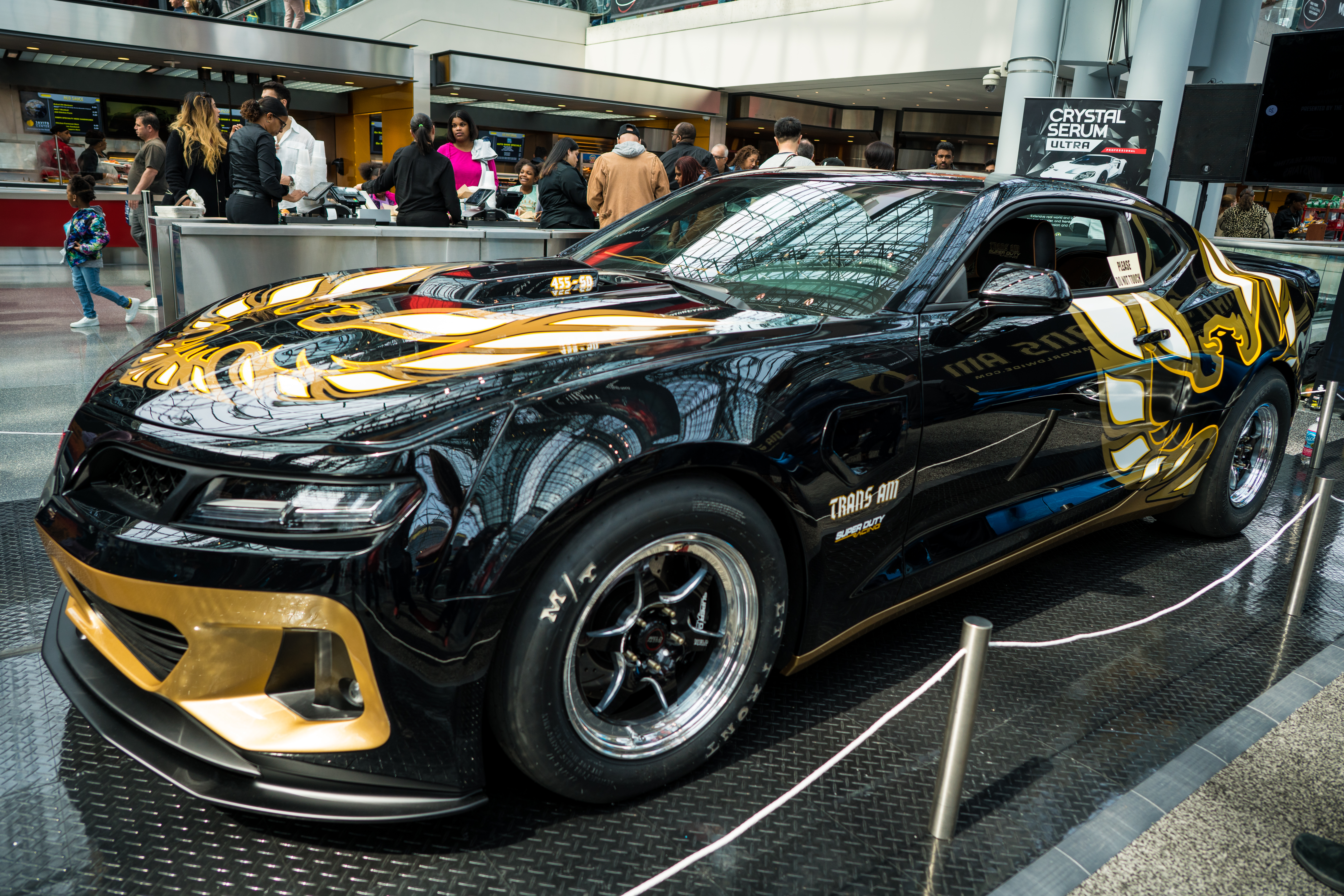
2017 Trans Am Super Duty auf der New York International Auto Show

Im Jahr 2012 unterzeichnete General Motors einen Lizenzvertrag mit Trans Am Depot aus Tallahassee in Florida über die Verwendung des Namens Trans Am und der Pontiac-Logos in kundenspezifischen Versionen neuer Trans Am. Im Rahmen dieser Vereinbarung nimmt Trans Am Depot neue Chevrolet Camaros, zerlegt sie bis auf ihre Basiskomponenten und fertigt daraus Fahrzeuge, die wie ein moderner Trans Am aussehen. Sie stellen sie in den Ausführungen der 6T9-Version Trans Am, 6T9 Goat („GTO“), 7T7 Trans Am und der limitierten Auflage Hurst Trans Am her.
Am 26. März 2017 wurde auf der New York International Auto Show der Bandit Edition Trans Am vorgestellt. Von Trans Am Depot gebaut, entstanden nur 77 Exemplare, die jeweils Burt Reynolds signierte. Die Stückzahl von 77 Fahrzeugen nimmt Bezug auf den Film „Ein ausgekochtes Schlitzohr“ (siehe Sonstiges) von 1977, in dem Burt Reynolds die Hauptrolle des „Bandit“ spielte. Antrieb ist eine 455 Kubikinch (7,4 Liter) große Direkteinspritzversion des aktuellen LT1-V8-Motors von General Motors der Generation V, der mit einem 2,3-Liter-(140,4 in3)-Magnuson-Kompressor mit einem Ladedruck von 0,97 bar (14 psi) ausgestattet ist und damit eine Leistung von 1000 SAE-PS (746 kW) sowie ein Drehmoment von 1046 lb-ft (1418 Nm) entwickelt.

## Sonstiges

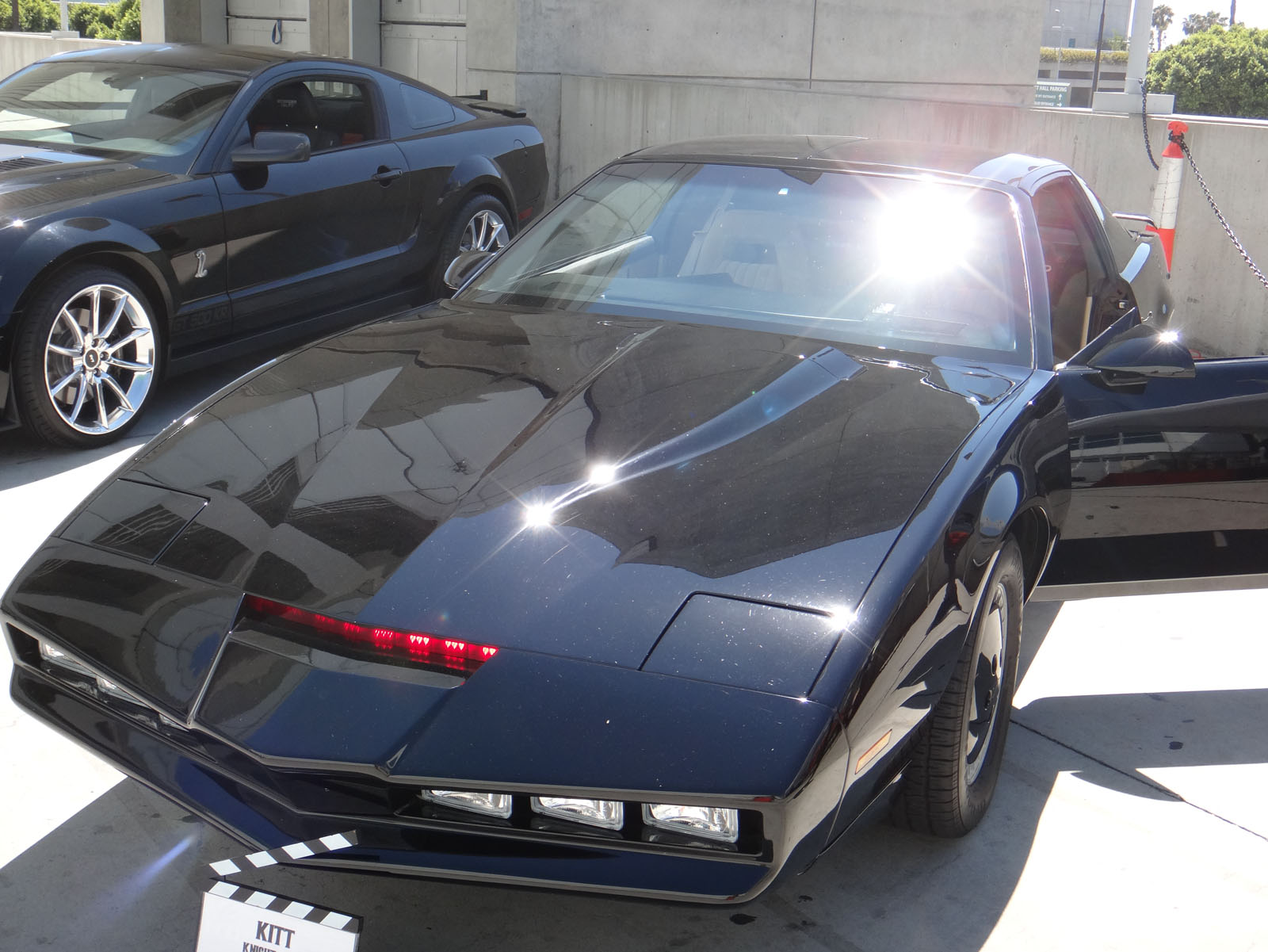
Ein Nachbau von KITT mit der für frühe Trans Ams und Formulas typischen Motorhaube mit asymmetrischer Hutze

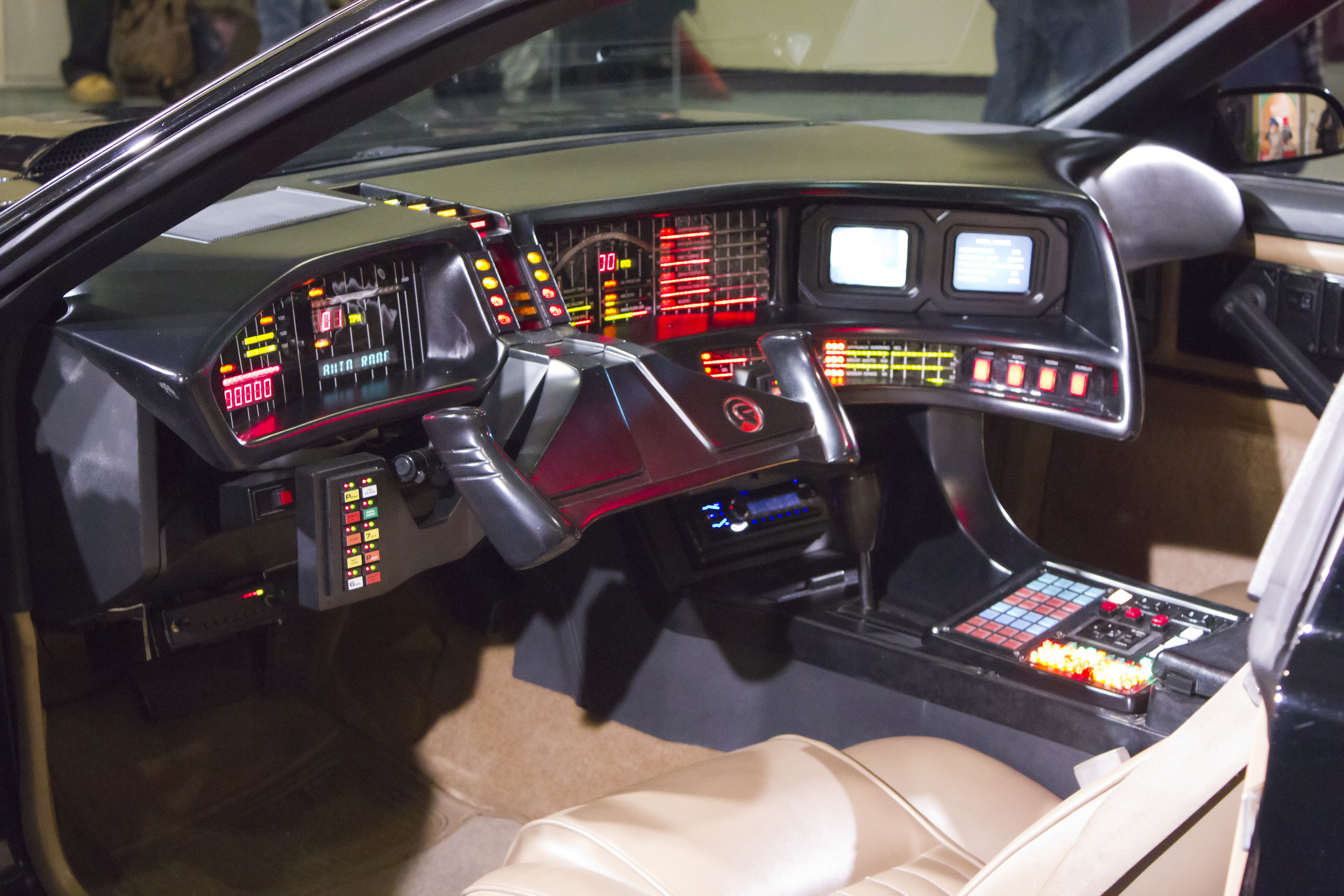
Blick in das Cockpit eines KITT-Nachbaus

- Ein Pontiac Trans Am, Baujahr 1977, war in dem Kinofilm Ein ausgekochtes Schlitzohr mit Burt Reynolds als Bandit und weiteren Filmen der Reihe zu sehen.
- In der Serie CHiPs fährt Erik Estrada einen 1971 Fomula/Trans Am der mehrmals beschädigt und von seinem Charakter Francis Poncherello restauriert wird. In der letzten Staffel tauscht er diesen gegen einen 1982er Trans Am in hellblau metallic.
- Ein 1982er Pontiac Trans Am spielte als K.I.T.T. in der Fernsehserie Knight Rider neben David Hasselhoff die Hauptrolle. In der 4. Episode wird auf Sally Field und Bandit verwiesen ohne deren Fahrzeug selbst beim Namen zu nennen.
- Ein gelber früher 1990er Pontiac Firebird wurde von Mark Wahlberg im Kinofilm The Big Hit gefahren.
- Ein roter Pontiac Firebird, Baujahr 1970, spielte im Kinofilm American Beauty eine Rolle.
- Ein Pontiac Firebird in der Ausstattung Esprit war fester Bestandteil der Serie Detektiv Rockford – Anruf genügt, der allerdings mit einem Aggregat des Trans Am ausgestattet war, um mit dem Fahrzeug auch Stunts durchführen zu können. Der Hauptdarsteller der Serie, James Garner, entschied sich für den Esprit und nicht für den Trans Am, da das Modell seiner Meinung nach besser zur Rolle des Jim Rockford passte, der am Monatsende immer knapp bei Kasse war.
- Ein 1967er Pontiac Firebird wurde von Niobe im Film Matrix Reloaded gefahren.
- Ein grüner 1973er Pontiac Firebird Trans Am wurde von John Wayne im Kinofilm McQ schlägt zu von 1974 gefahren.
- Ein 1981er Pontiac Firebird Trans Am Turbo wurde von Officer Frank Murphy im Film Das fliegende Auge gefahren – entgegen einer im Film gemachten Aussage.
- Ein roter Pontiac Trans Am der zweiten Generation wurde von James Franco in der Serie Voll daneben, voll im Leben gefahren.
- In dem Film Cannonball von 1976 fuhr David Carradine einen roten Trans Am der zweiten Generation.
- Ein weißer 1984er Pontiac Firebird wurde von Heather Thomas in der Serie Ein Colt für alle Fälle gefahren.
- Ein roter 1973er Pontiac Firebird wurde von Chuck Norris in Der Gigant von 1981 gefahren.
- Ein 1973er Pontiac Firebird und ein 1977er Pontiac Firebird Trans Am fanden in Ein Turbo räumt den Highway auf von 1980 Verwendung.
- Ein getunter 1974er Pontiac Trans Am war ein Fluchtfahrzeug des Driver im gleichnamigen Film.
- Ein schwarzer 1979er Pontiac Firebird Trans Am wurde Steve McQueen als Leihwagen im Kinofilm Jeder Kopf hat seinen Preis von 1979 gefahren.
- Ein 1407 PS starker straßenzugelassener Pontiac Firebird Trans Am des Norwegers Pål Arvid Blytt zählt zu den schnellsten Autos der Welt. Er hält mit einer im Oktober 2008 gemessenen Spitzengeschwindigkeit von 407,134 km/h den Europarekord für Straßenfahrzeuge.
- Ein goldfarbener 1978er Firebird Trans Am inklusive dem Klischee entsprechenden Fahrer mit Vokuhila-Oliba tauchte im Musikvideo zum Lied Tik Tok der Sängerin Ke$ha auf.
- Ein schwarzer 1979er Firebird Trans Am wurde von Sylvester Stallone in Rocky 2 gekauft.
- In der Staffel 2, Folgen 19 und 21, der US-amerikanischen Reality-Soap Fast N' Loud des Senders Discovery Channel wurden zwei der ersten produzierten „Null-Serien“-Firebird restauriert.
- Ein 1979er Pontiac Firebird Trans Am wurde 2003 von Seann William Scott in dem Film American Pie – Jetzt wird geheiratet gefahren.[25]
- Ein 1977er Pontiac Firebird Trans Am war in dem Film Old School – Wir lassen absolut nichts anbrennen von 2003 das Auto der von Will Ferrell verkörperten Figur Frank „The Tank“.
- Im Film The Virgin Suicides von Regisseurin Sofia Coppola, fährt der Protagonist Trip Fontaine, gespielt von Josh Hartnett einen roten (1970–71) Pontiac Firebird Formula 400